# Хронологія російського вторгнення в Україну (травень 2024)
Ця стаття є частиною хронології повномасштабного російського вторгнення в Україну з 24 лютого 2022 року, яка є частиною хронології російської збройної агресії проти України з 2014 року.
Про події попереднього місяця — див. у статті Хронологія російського вторгнення в Україну (квітень 2024).

## 1—10 травня

### 1 травня
Російські війська захопили 5 сіл на східному фронті України протягом тижня. Вночі українські БпЛА атакували Рязанський НПЗ, там спалахнула пожежа. Атаку безпілотників на території Рязанської області підтвердив і місцевий губернатор Павло Малков. Рязанський нафтопереробний завод розташований у Рязані та входить до НК «Роснефть».
Внаслідок обстрілу ЗС РФ смт Золочів авіабомбами двоє людей загинуло, 13 було поранено.
Чотири жителі Нікополя Дніпропетровської області постраждали внаслідок обстрілу з боку російських військових, пошкоджена місцева лікарня, відділення швидкої допомоги, школа та спортивний майданчик.
ЗСУ нанесли удар балістичними ракетами ATACMS по полігону ЗС РФ на тичасово окупованій території Луганської області неподалік села Рогове. На відео з влучання показане значне скупчення живої сили росіян.
Увечері ворог завдав артилерійського удару по лісовому масиву на околиці села Новоосинове Куп'янського району. Там зайнялась суха хвойна підстилка. На час прибуття вогнеборців низова лісова пожежа розповсюдилась на площу близько 8 га.

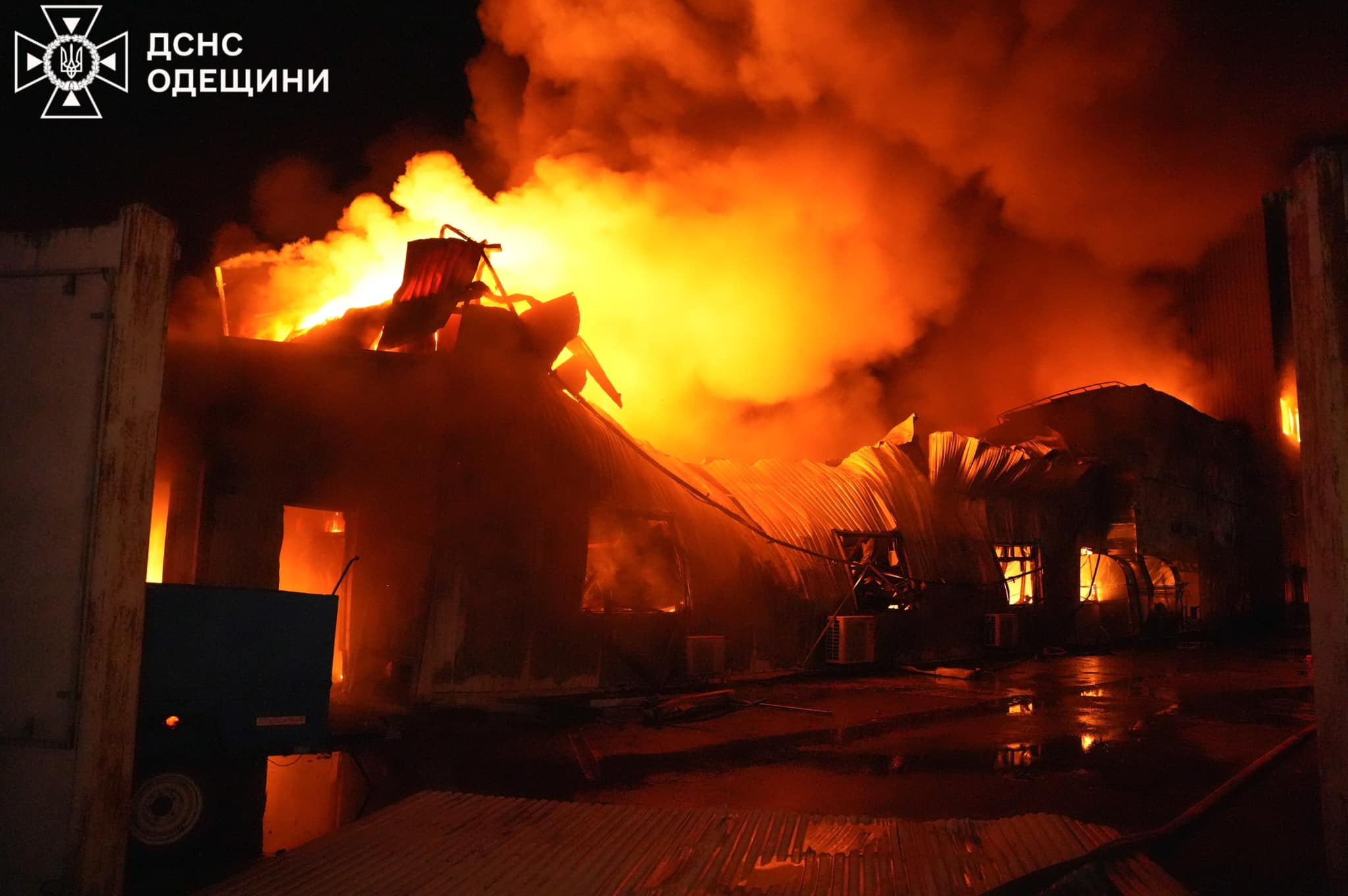
Депо «Нової пошти» в Одесі після ракетного удару

Ввечері росіяни вдарила балістичними ракетами по Одесі, відомо про 14 постраждалих. Під ударом опинилися сортувальне депо та відділення «Нової пошти», там спалахнула масштабна пожежа, яку вогнеборці ліквідували. Пошкоджено та знищено близько 900 відправлень.

### 2 травня
Загальні втрати ЗС РФ з повномасштабного вторгнення склали 470 тис.
Назар Волошин, речник українського угруповання «Хортиця», повідомив, що Росія намагалася прорвати східну лінію оборони України з трьох напрямків — з боку Бахмута, Авдіївки та Новопавловська. Він також заявив, що російські війська продовжують наступати на Часів Яр і прилеглі населені пункти Донецької області в рамках «великої битви» за контроль над логістичними маршрутами. Проте ЗСУ продовжили контролювати Часів Яр. ЗС РФ вдалося прорватися і закріпитися в Очеретиному на Авдіївському напрямку.
У Херсонській області на лівому березі Дніпра відбито вісім атак. Росія атакувала в напрямку Куп'янська, Лиману, Бахмута, Авдіївки, Новопавлівки та Запоріжжя, де відбулося 134 бойових зіткнення. ЗС РФ здійснили три ракетні удари, 70 авіаударів та 116 обстрілів, під артилерійський вогонь потрапили понад 120 населених пунктів у дев'яти областях. Українська авіація завдала 11 авіаударів по місцях зосередження і один по зенітно-ракетному комплексу, а артилерія — по двох складах боєприпасів, зенітній установці, двох артилерійських установках і зенітно-ракетному комплексу. Українські військові на півдні знищили російську ракету X-59/X-69 та чотири безпілотники.
ЗС РФ вдарили керованими авіабомбами по місту Дергачі Харківській області, у результаті чого постраждали діти. Вісім людей постраждали, 7 з них діти. ЗС РФ атакували села Новосинове і Мемрик у Харківській і Донецькій областях, загинули три людини, в тому числі 12-річна дитина, і ще двоє отримали поранення. Російські «Гради» пошкодили сім будинків у Мемрику Покровського району.
МЗС України привітало рішення США від 1 травня 2024 року, яким запроваджені додаткові санкції проти РФ. Обмеження введені за розв'язання повномасштабної війни та застосування хімічної зброї. У МЗС наголосили, що Росія систематично використовує хлорпікрин, що заборонений для використання як засіб ведення війни.
«Україна має право використовувати британську зброю для ударів по цілях на території Росії.» На цьому під час візиту до Києва наголосив міністр закордонних справ Великої Британії Девід Кемерон. Варто зауважити, що під час свого візиту до України міністр закордонних справ Великої Британії підтвердив надання пакета допомоги в розмірі £36 млн.
Президент Франції Еммануель Макрон заявив, що якби Росія здійснила прорив на лінії фронту або Україна попросила про це, він би розглянув можливість введення військ в Україну, але на той момент такої необхідності не було.
Міністр закордонних справ Дмитро Кулеба заявив, що Росія пошкодила половину енергетичної системи України.
Представники Росії заявили, що їх війська зайняли Бердичі поблизу Авдіївки. ЗС РФ просунулися на захід від Авдіївки.
МО РФ повідомило, що ППО збили український БПЛА над окупованим Кримом. Кримський міст перекрили для руху транспорту, а на військових частинах у Севастополі увімкнули сирени.
Електронний кабінет військовозобов'язаного, за інформацією Міністерства оборони, має запрацювати вже 18 травня. Цей інструмент має позбавити українських чоловіків необхідності йти зі стосом документів до ТЦК.

### 3 травня
За даними ISW, перші поставки американської військової допомоги прибули в Україну на початку цього тижня, хоча, ймовірно, пройде ще кілька тижнів, перш ніж західна зброя і боєприпаси досягнуть прифронтових районів у великій кількості. Тим часом, російські війська самі досягли незначних успіхів поблизу Куп'янська, Авдіївки та Донецька.
На лівому березі Дніпра було відбито 11 атак. Росія атакувала на Куп'янському, Лиманському, Бахмутському, Авдіївському, Новопавлівському та Запорізькому напрямках, де відбулося 119 бойових зіткнень. ЗС РФ здійснили п'ять ракетних ударів, 105 авіаударів та 91 обстріл, під артилерійський вогонь потрапили понад 110 населених пунктів у дев'яти областях. Українська авіація завдала 13 авіаударів по місцях зосередження бойовиків і три — по блокпостах, а артилерія — по блокпосту і двом артилерійським підрозділам. За оцінками командувача українських сухопутних військ генерала Олександра Павлюка, на окупованих територіях України перебувало від 510 000 до 513 000 російських військовослужбовців, з яких 25 000—30 000 були вбиті або поранені щомісяця.
Російська влада повідомила, що внаслідок атаки Бєлгородської області, зафіксовані влучання в АЗС, ще одна людина була травмована від уламків БпЛА у Вознесенівці Шебекінського міського округу.
Російські агресори обстріляли Курахове Донецької області фугасними боєприпасами. Загинули щонайменше двоє мирних жителів.
ЗС РФ атакували центр Харкова, влучивши в житлові будинки в Холодногірському районі, загинула 82-річна жінка і ще двоє людей отримали поранення, зруйновано кілька будинків, люди опинилися під завалами.
Представник ГУР Вадим Скібіцький дав інтерв'ю виданню The Economist в якому назвав травень складним для українців та розповів де ворог ще може почати наступ у разі просування на Донбасі. Скібіцький також висловив думку, що не бачить можливості для України виграти війну на полі бою. Навіть після того, як ЗСУ відкинули би російську армію до кордонів країни, це не припинило б війну. На думку генерала, такі війни можуть закінчитися лише договорами. Скібіцький додав, що змістовні переговори можуть початися не раніше, ніж у другій половині 2025 року. За словами Скібіцького, російське угруповання навколо Харківської області налічує близько 35 000 військовослужбовців, але може зрости до 50—70 000. Він також визнав, що кадрова ситуація в Україні дещо покращилася з грудня 2023 року, але сказав, що надзвичайна ситуація не закінчилася.
ГУР здійснив кібератаку на інтернет-провайдерів і мобільних операторів у Татарстані, де головною ціллю була Єлабузька економічна зона.
Міністр закордонних справ Стефан Сежурне заявив, що, за оцінками Франції, з моменту вторгнення Росії в Україну загинуло 150 000 російських солдатів, а загальні втрати Росії, включно з пораненими, становлять 500 000 військовослужбовців.

### 4 травня
Військові Росії значно просунулися на північний захід від Авдіївки поблизу селища Архангельське, а також навколо Авдіївки та Донецька і на кордоні Донецької та Запорізької областей.
Росіяни атакували в напрямку Куп'янська, Лиману, Бахмута, Авдіївки, Новопавлівська та Запоріжжя, де відбулося 95 бойових зіткнень. Протягом дня російські війська здійснили п'ять ракетних ударів, 69 авіаударів та 74 обстріли, під артилерійський вогонь потрапили понад 110 населених пунктів у дев'яти областях. Українська авіація завдала сім авіаударів по районах зосередження, три — по блокпостах, три — по зенітно-ракетних комплексах і один — по складу боєприпасів, а артилерія — по блокпосту, району зосередження і радіолокаційнійній станції.
Вночі росіяни з Білгородської області намагалися завдати ударів у Харківській та Дніпропетровській областях. Агресори атакували Україну керованими ракетами С-300 та 13 ударними дронами. «Shahed-136». Підрозділи ППО знищили всі бпла «Shahed». Завіксовано два влучання в Основ'янському районі Харкова, три людини зазнало поранень. ЗС РФ здійснили ракетний обстріл приватних підприємств у Харкові в другій половині дня, внаслідок чого було поранено щонайменше шість цивільних осіб. ЗС РФ застосували ракети для атаки на Одесу, поранивши щонайменше трьох цивільних осіб.
У тимчасово окупованому Маріуполі в Донецькій області загадково померли 10 російських військових.
Українські воїни зі 110-ї окремої механізованої бригади збили російський штурмовик Су-25 на Донеччині.
Увечері ЗС РФ обстріляли Покровськ, пошкоджено дорожньо-транспортна інфраструктуру, житлові будинки, дві людини загинуло.
МВС РФ оголосило в розшук командувача Сухопутних військ ЗСУ Олександра Павлюка, Президента Зеленського та його попередника Петра Порошенка.

### 5 травня
Росіяни атакували в напрямках Куп'янська, Лиману, Бахмута, Авдіївки, Новопавловська та Запоріжжя, де відбулося 125 зіткнень, ЗС РФ здійснили два ракетних удари, 120 авіаударів та 89 обстрілів 120 населених пунктів у дев'яти областях. Українська авіація завдала 13 авіаударів по районах зосередження і чотири по зенітно-ракетних комплексах, а артилерія — по району зосередження, трьом радіолокаційним станціям, двом зенітним комплексам і двом артилерійським підрозділам. ЗСУ знищили багато техніки росіян біля Вугледара, ррикордонники знищили шість укриттів РФ на Куп'янському напрямку.
За даними ISW, російські військові передислокували батальйон 76-ї повітряно-десантної дивізії до Курської області в рамках більш масштабних російських зусиль зі збору оперативно значущих сил для можливого майбутнього російського наступу на північний схід України та місто Харків. За даними аналітиків, російська армія зосередила близько 50 000 військовослужбовців у Бєлгородській, Курській і Брянській областях у складі армійського угруповання «Північ», яке сформоване переважно з військ Ленінградського військового округу, що був виділений із Західного військового округу. Тим часом російські війська просунулися вперед в районі Куп'янська та Роботиного.
ЗСУ ліквідували 1260 окупантів, загальні втрати РФ на фронті перевищили 473 тис.. Україну атакувано 24 БпЛА типу «Shahed», знищено 23 ударних БпЛА. Ворожі безпілотники були знищені у Харківській, Херсонській та Дніпропетровській областях.
Через падіння уламків та влучання у Дніпрі пошкоджені інфраструктурні об'єкти. Виникли декілька пожеж. Також пошкоджена багатоповерхівка. У Слобожанській громаді потрощені дві автівки, зачепило і магазин.
Російський «Shahed» влучив у приватний сектор Основ'янського району Харкова, загорілися три приватних будинки. Пізніше ворог завдав удари по місту трьома УМПБ Д30-СН, внаслідок влучання 14 людей травмовано.
О 10:35 росіяни вдарили чотирма касетними ракетами з РСЗВ Смерч, а також однією фугасною ракетою, без постраждалих. Російські військові завдали удару п'ятьма ракетами по території Слов'янської ТЕС на Донеччині. Міністр енергетики України Герман Галущенко заявив, що російські атаки на енергетичну інфраструктуру України завдали збитків на суму понад 1 мільярд доларів США.
У тимчасово окупованому Бердянську Запорізької області смертельно поранили колаборанта.

### 6 травня
ЗС РФ намагалися прорвати оборону і вийти до Покровська та Курахового в Донецькій області. ЗС РФ спробували зайняти острів Нестрига, який колись був сірою зоною. Наприкінці квітня українська армія звільнила острів у дельті Дніпра. ЗС РФ тричі намагалися захопити українські позиції, втративши чотири танки.
Росіяни атакували у напрямках Куп'янська, Лиману, Бахмута, Авдіївки, Новопавлівська та Запоріжжя, де відбулося 67 бойових зіткнень. ЗС РФ здійснили два ракетних удари, 83 авіаудари та 101 обстріл, українська авіація завдала 11 авіаударів по місцях зосередження бойовиків, а артилерія — по двох артилерійських підрозділах. ЗС РФ вдарили ФАБ-1500 по Куп'янському району Харківської області, знищивши вулицю, загинула жінка.
За даними ISW, російські офіційні особи могли використовувати інформаційну операцію про ядерну зброю, щоб відмовити західних партнерів України від надання додаткової військової підтримки і налякати західних політиків, щоб вони не дозволили українським військам використовувати надані Заходом системи для атак на законні військові об'єкти в Росії.
Вночі росіяни атакували Сумську область 13 ударними БпЛА типу Shahed-131/136, сили протиповітряної оборони збили 12 ворожих дронів.
Уночі українські морські дрони Magura V5 успішно атакували швидкісний катер серії «Мангуст» проєкту 12150 російських військових. Операцію здійснило ГУР у районі бухти Вузька, що знаходиться на західному узбережжі окупованого тимчасово Криму, колишній Чорноморський район.
Росіяни ударом надпотужної бомби ФАБ-1500 знищили цілу вулицю в селі Моначинівка Куп'янського району Харківщини. Одна людина загинула.
Губернатор Бєлгородської області В'ячеслав Гладков повідомив, що семеро людей загинули і 35 отримали поранення в результаті атаки українського безпілотника, який пошкодив три автомобілі в селі Березівка Бєлгородської області. За його словами, були також атаки на житлові будинки.
Міністр оборони Іспанії Маргарита Роблес заявила, що Іспанія поставила Україні ракети для зенітно-ракетних комплексів Patriot.

### 7 травня
За даними ISW, ЗС РФ просунулися поблизу Авдіївки, Донецька та на заході Запорізької області, мова про села Очеретине та Архангельське. Крім того, російські окупаційні чиновники продовжували примусово вербувати українських цивільних осіб до російської армії в окупованій Херсонській області.
У Херсонській області на лівому березі Дніпра відбито три атаки. Росія атакувала в напрямках Куп'янська, Лиману, Бахмута, Авдіївки, Новопавлівська та Запоріжжя, відбулося 84 бойових зіткнення. ЗС РФ здійснили ракетний наліт, 47 авіаударів та 97 обстрілів, українська авіація та артилерія завдали ударів по самохідному міномету 2С4 «Тюльпан», командному пункту, складу паливно-мастильних матеріалів та п'яти місцях зосередження.
Російські окупанти в ночі здійснили 5 обстрілів прикордонних територій та населених пунктів Сумської області, зафіксовано 21 вибух, обстрілів зазнали Білопільська, Глухівська та Есманьська громади.
Російські військові обстріляли житлові квартали у Центральному районі Херсона, кілька приватних будинків повністю зруйновано, ще кілька — значно пошкоджено. По Нікополю та навколишніх селах було завдано 14 ударів з безпілотників та артилерії, в результаті чого було поранено щонайменше шість осіб, у тому числі 6-річна дівчинка. Десять будинків, три гаражі та кілька господарських будівель були пошкоджені в результаті атаки.
Служба безпеки України заявила, що розкрила план з ліквідації Зеленського та вищого керівництва держави. Пп'ять агентів ФСБ готували вбивство Президента та інших представників української влади, серед затриманих два полковника УДО. У СБУ назвали імена співробітників ФСБ, які відповідали за організацію теракту: ⁠Максим Мішустін; Дмитро Перлін; Олексій Корнєв.
Проросійський чиновник у Луганську Леонід Пасечник заявив, що близько 23:35 за місцевим часом п'ятеро людей отримали поранення в результаті пожежі, спричиненої українським ракетним обстрілом нафтобази з використанням ракетних комплексів «ATACMS». В результаті атаки були пошкоджені лінії електропередач і загорівся газопровід.
ГУР здійснив кібератаку на російську компанію-розробника програмного забезпечення «1С».

### 8 травня
Росіяни атакували в напрямках Куп'янська, Лиману, Бахмута, Авдіївки, Новопавлівська та Запоріжжя, де відбулося 146 бойових зіткнень. Протягом доби російські війська здійснили 60 ракетних ударів, 90 авіаударів та 107 обстрілів, під артилерійський вогонь потрапили понад 110 населених пунктів у дев'яти областях. Українські ВПС і артилерія завдали ударів по трьох зенітних комплексах, двох артилерійських підрозділах, 10 місцях зосередження.
Міністерство оборони Великої Британії заявило, що кількість російських атак на сході України у квітні зросла на 17 % порівняно з березнем, причому ¾ цих атак були здійснені на ділянках лінії фронту поблизу Авдіївки, Часового Яру та Мар'їнки. Кількість обстрілів у районі Часового Яру у квітні зросла на 200 % порівняно з березнем, що майже напевно пов'язано з відновленням спроб Росії взяти під контроль село, розташоване на пагорбі на захід від Бахмута. За даними міністерства, «незважаючи на значне збільшення кількості обстрілів на цій осі, у квітні Росія досягла лише невеликих тактичних успіхів на цій ділянці і, майже напевно, зазнала великих втрат». За даними відомства ISW, російські війська просунулися вперед поблизу Сватове, Кремінної та Авдіївки, а також на кордоні Донецької та Запорізької областей. Міністерство оборони Росії заявило, що російські війська захопили села Кислівка в Харківській області, за 20 км від Куп'янська, та Новоклинове, за 10 км на північ від Авдіївки. Речник українського угруповання «Хортиця» Назар Волошин повідомив, що невеликі російські штурмові групи увійшли до Красногорівки і переховуються на заводах протипожежних матеріалів у місті. Однак він додав, що місто знаходиться «під повним контролем» українських сил, які «мають повний вогневий контроль як над Красногорівкою, так і над околицями».
Повітряні та ракетні війська ЗСУ протягом доби завдали ударів по 3 системах протиповітряної оборони Росії, 2 артилерійських установках противника, 10 районах зосередження російських військ та важливому об'єкту противника, йдеться у ранковому зведенні Генерального штабу.
Вночі була здійснена масована ракетна атака території України. Росіяни запустили 55 ракетами різних типів та 21 ударним дроном, 59 ворожих повітряних цілей вдалося знищити. Сили ППО змогли знищити 33 крилаті ракети Х-101/Х-555; чотири крилаті ракети Калібр; дві керовані авіаційні ракети Х-59/Х-69 та 20 «Shahed-131/136». У Запоріжжі пошкоджено об'єкти в чотирьох районах міста: 15 житлових будинків та 6 нежитлових; 3 заклади освіти; заклад охорони здоров'я; гараж та автомобілі. Цілями атак були енергетичні об'єкти в Запорізькій, Вінницькій, Івано-Франківській, Полтавській, Кіровоградській та Львівській областях. За даними ДТЕК, три теплові електростанції зазнали ударів і серйозних пошкоджень.
В Олександрійському районі на Кіровоградщині пошкоджено об'єкт критичної інфраструктури, травмовано 8-річну дитину. У Стрийському районі Львівської області російські окупанти 8 травня атакували газосховище, у Червоноградському — теплову електростанцію. У Київській області внаслідок російської атаки було знищено або пошкоджено 14 житлових будинків, а також поранено двоє людей.
Внаслідок російського обстрілу села Білозерка в Херсонській області одна людина загинула і троє отримали поранення, в Херсоні пошкоджено об'єкти критичної інфраструктури, частина міста залишилася без електрики.
Губернатор Бєлгородської області В'ячеслав Гладков заявив, що Україна завдала авіаудару по Бєлгородській області, в результаті якого постраждали щонайменше вісім осіб. Атака пошкодила 34 квартири в 19 багатоповерхівках, будинок і 37 автомобілів у селі майже за 9 км на південь від Бєлгорода.
Країни ЄС погодилися перерахувати Україні 3 млрд євро з заморожених російських активів на суму 210 млрд євро, на «закупівлю озброєнь та реконструкцію».
Внаслідок обстрілу росіянами спортивного стадіону в Харкові було поранено 7 людей, п'ятеро з яких — діти. Зранку ЗС РФ атакували вокзал у Херсоні.
Прем'єр-міністр Литви Інгріда Шимоніте заявила, що Вільнюс готовий відправити військових в Україну із навчальною місією, але Київ про це ще не просив.
Прем'єр-міністр Чехії Петр Фіала повідомив, що перша партія з майже 180 000 боєприпасів буде доставлена в Україну в червні.

### 9 травня
За даними ISW, за місяць ЗС РФ значно збільшили кількість атак на сході України, ЗС РФ просунулися поблизу Авдіївки та Донецька, атакували в напрямках Куп'янська, Лиману, Бахмута, Авдіївки, Новопавловська та Запоріжжя, де відбулося 95 бойових зіткнень. ЗС РФ здійснили чотири ракетних удари, 80 авіаударів та 127 обстрілів. Українська авіація та артилерія завдали ударів по радіолокаційній станції, двох складах боєприпасів, зенітній установці та 17 місцях зосередження.
У ніч противник атакував 20 ударними БпЛА типу «Shahed-131/136» із мису Чауда по Одеській області. ЗСУ знищили 17 ударних БпЛА на Одещині.
Вранці по НПЗ «Салаватнефтеоргсинтез» у Башкортостані було завдано ураження БПЛА літакового типу. Після атаки на території заводу почалася пожежа, серед людей поранені відсутні, безпілотники вдарили в установку каталітичного крекінгу. Сталося влучання в резервуари з пальним біля в селі Юровка в Краснодарському краї. Ще один безпілотник атакував нафтобазу ТОВ Лукойл. Ще сім безпілотників атакували вже сусідню нафтобазу — ТОВ Темп.
Президент Зеленський звільнив указом № 313/2024 полковника Сергія Лупанчука з посади командувача Сил спеціальних операцій (ССО) Збройних сил України й призначив на його місце бригадного генерала Олександра Трепака. Про це йдеться в указі № 314/2024.
ЗС РФ поцілили у житлові квартали населених пунктів Херсонської області, пошкоджено 28 приватних будинків. Було зафіксовано влучання в об'єкт критичної інфраструктури та газогін.
Внаслідок російського обстрілу Нікополя загинули дві людини і вісім отримали поранення, зруйновано два будинки, газопровід, магазин і господарські споруди, пошкоджено п'ять житлових будинків.
Міністр оборони Борис Пісторіус оголосив, що Німеччина закупить для України три додаткові пускові установки M142 HIMARS у армії США. Заступник міністра оборони США з питань космічної політики Джон Пламб заявив в інтерв'ю Bloomberg, що Пентагон не дозволив російським військовим продовжувати використовувати термінали Starlink в Україні.

### 10 травня
Вночі росіяни вдарили по Україні десятьма ударними БпЛА типу Shahed-131/136 із території окупованого Криму та двома зенітними керованими ракетами С-300/С-400 із Бєлгородської області Росії — в напрямку Харкова. Всі дрони були знищені. Внаслідок влучання ракет по Харкову 1 людина загинула і 4 отримали поранення. Артилерійських та мінометних ударів ворога зазнали 21 населений пункт Харківщини: Петропавлівка, Степова Новоселівка, Берестове та інші. Авіаційних обстрілів зазнали н.п. Веселе, Вовчанськ, Вовчанські Хутори.
З третьої години ночі росіяни здійснили спробу прориву державного кордону в Вовчанській громаді Вовчанського району і Липецькій громаді Харківського району, Харківської області. Були застосовані КАБи, артилерія, з РСЗВ, що обстрілювали прикордонні села. Розпочата масова примусова евакуації з того напрямку. Ворог весь день продовжує обстріли граничних територій. Члени Ради національної безпеки і оборони України заявили, що наступ, розпочатий росіянами на кордоні Харківської області, схожий на імітацію широкомасштабної атаки з використанням обмежених ресурсів або бойової розвідки.
Вночі українські безпілотники уразили НПЗ «Перший завод» неподалік селища Полотняний завод у Дзержинському районі у Калузькій області. Стався витік нафти.
Військові сформують 10 нових бригад для того, щоб підготуватися до російського наступу. Частину з цих сил розгорнуть для захисту Києва.
У наслідок артобстрілу Есманської громади Шосткинського району Сумської області загинула жінка й дістала поранень її онука.
Російська армія обстріляла село Єлизаветівка Донецької області, дві людини загинуло. Крім того, зранку обстрілу зазнав Часів Яр — за даними Філашкіна, там зазнали поранень двоє людей, три багатоповерхівки пошкоджені.
В вечері була атаковано склад палива в Ровеньках Луганській області. Російський чиновник в Луганській області Леонід Пасічник заявив, що три людини загинули і ще семеро отримали поранення в результаті атаки безпілотника на нафтобазу в місті Ровеньки.
За даними ISW, російські війська розпочали наступ уздовж кордону в Харківській області і досягли значних тактичних успіхів, але, на думку експертів, цей наступ мав обмежений характер і не свідчить про масштабну операцію, спрямовану на оточення і захоплення Харкова. Стратегічною метою обмежених російських наступальних операцій у Харківській області, ймовірно, було відволікти українські сили від інших ділянок фронту. Росіяни провели дві операції біля села Липці та одну під Вовчанськом за допомогою піхотних штурмових груп за підтримки бронетехніки. За прогнозами ISW, російські війська намагатимуться розширити свої тактичні переваги за рахунок подальших атак, щоб відтіснити українців і наблизитися до міста на відстань артилерійського вогню. Він додав, що росіяни задіяли відносно невеликі сили (близько 35—50 000 військовослужбовців) і обмежену кількість техніки для атак. ЗС РФ частково просунулися поблизу Донецька та на кордоні Донецької та Запорізької областей.
Росія атакувала у напрямках Харкова, Куп'янська, Лиману, Бахмута, Авдіївки, Новопавловська та Запоріжжя, де відбулося 104 бойових зіткнення. Протягом дня російські війська здійснили сім ракетних ударів, 108 авіаударів та 120 обстрілів, українська авіація та артилерія завдали ударів по командному пункту, складу паливно-мастильних матеріалів, зенітно-ракетному комплексу, радіолокаційній станції та 18 місцях зосередження.
Губернатор Бєлгородської області В'ячеслав Гладков видав, що на підльоті до обласного центру нібито було збито кілька цілей. Представник окупантів заявив про руйнування у селах Микільське, Таврове, Дубове. Пошкоджені приватні будинки. Губернатор Роман Старовойт повідомив, що безпілотники атакували 12 сіл у Курській області, де один дрон пошкодив об'єкт інфраструктури. Міністерство оборони Росії заявило, що засоби протиповітряної оборони збили 17 ракет РМ-70, 13 безпілотників і п'ять керованих авіабомб над Бєлгородською областю.
Франція пообіцяла доправити в Україну 40 далекобійних крилатих ракет «SCALP-EG» Сполучені Штати оголосили про новий пакет військової допомоги Україні на суму 400 мільйонів доларів, що включає засоби протиповітряної оборони, артилерійські боєприпаси, бронетехніку та протитанкову зброю.
Україна отримала перший авіатренажер винищувача F-16. Його передала Чехія, повідомив командувач Повітряних сил ЗСУ Микола Олещук.
Канадська компанія Roshel планує розгорнути виробництво бронемашин на території України — повідомив її гендиректор Роман Шимонов в інтерв'ю Defense Archives.У компанії працює понад 200 біженців з України в Канаді. Багато з них хочуть повернутися в Україну і продовжити виробництво.

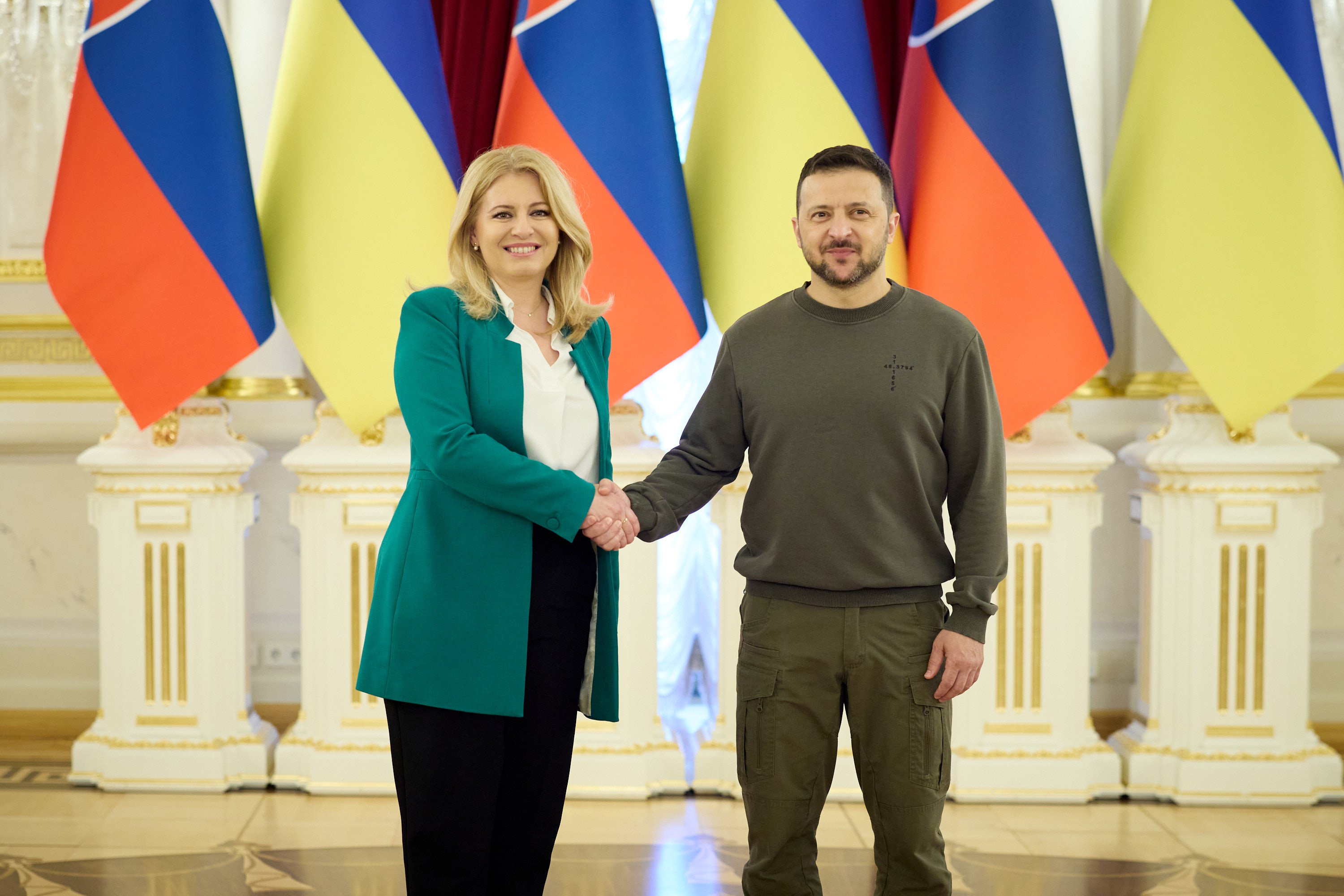
Зустріч Президента України з Президентом Словаччини Зузаною Чапутовою

Президент Зеленський провів переговори з президентом Словаччини Зузаною Чапутовою у Києві в Маріїнському палаці. Зеленський подякував Чапутовій за рішучість і моральне лідерство, проявлені в умовах повномасштабного російського вторгнення, а також за підтримку української Формули миру. Зузана Чапутова зауважила, що Словаччина з перших днів повномасштабного вторгнення Росії прихистила українських біженців та однією з перших надала військову допомогу, зокрема системи ППО та літаки. За її словами, співпраця між країнами триває: є домовленість про добудову й запуск залізничного сполучення Київ — Кошице та збільшення транзиту електроенергії.
Австралія передасть Україні велику партію переносних зенітних ракетних комплексів RBS 70 NG в рамках військової допомоги. Міністра оборони Австралії Річард Марлестакож додав, що Австралія надасть Україні новий пакет оборонної допомоги на суму 100 мільйонів доларів.
Міністр юстиції України Денис Малюська заявив, що Україна може прийняти до армії до 20 000 злочинців, щоб допомогти зменшити переповненість українських в'язниць, але українська армія вирішуватиме, чи придатні вони до військової служби.

## 11—20 травня

### 11 травня
За даними українського аналітичного проєкту DeepState, армія росії прорвалася на відтинок сіл Стрілеча, Красне, Пильна та Борисівка, а також намагається прорватися в районі сіл Огірцеве, Гатище і Плетенівка. На мапі DeepState збільшилася площа «сірих зон», де тривають оборонні бої на півночі Харківської області. З Білопілля і Ворожби Сумської області проведуть тимчасову евакуацію населення до обласного центру з можливістю безкоштовно виїхати звідти в інші області України.
ЗСУ продовжили оборону навколо північних прикордонних населених пунктів Харківської області, зазначивши, що бої точаться біля сіл Стрілеча, Красне, Мороховець, Олійникове, Лук'янець, Гатище та Плетенівка. Ситуація була «особливо напруженою» в Донецькій області, головним чином у напрямку Покровська біля Семенівки та Нетайлівки, де «за добу відбулося понад 30 зіткнень».
ЗС РФ просунулися на півночі Харківської області поблизу Сватового, Нового Яру, Авдіївки та Донецька, а також на заході Запорізької області та сході Херсонської області.
Росія атакувала в напрямках Харкова, Куп'янська, Лиману, Сіверська, Краматорська, Покровська, Курахового, Новопавлівська та Запоріжжя, де відбулося 155 бойових зіткнень. Протягом 24 годин російські війська здійснили 13 ракетних ударів, 118 авіаударів та 120 обстрілів понад 120 населених пунктів у дев'яти областях.
Вночі безпілотники ГУР атакували Волгоградський НПЗ, що належить ПАТ Лукойл-Волгограднєфтєпереробка. За словами джерел, постраждали установки первинної переробки нафти АВТ-1 і АВТ-6, поточний стан установок уточнюється. Відомо, що пошкодження зазнав кабель керування повітряними холодильниками, внаслідок чого відключено сім холодильників. Також пошкоджено димову трубу печі П-1.
110-а ОМБ збила російський винищувач Су-25 над Донецькою областю.

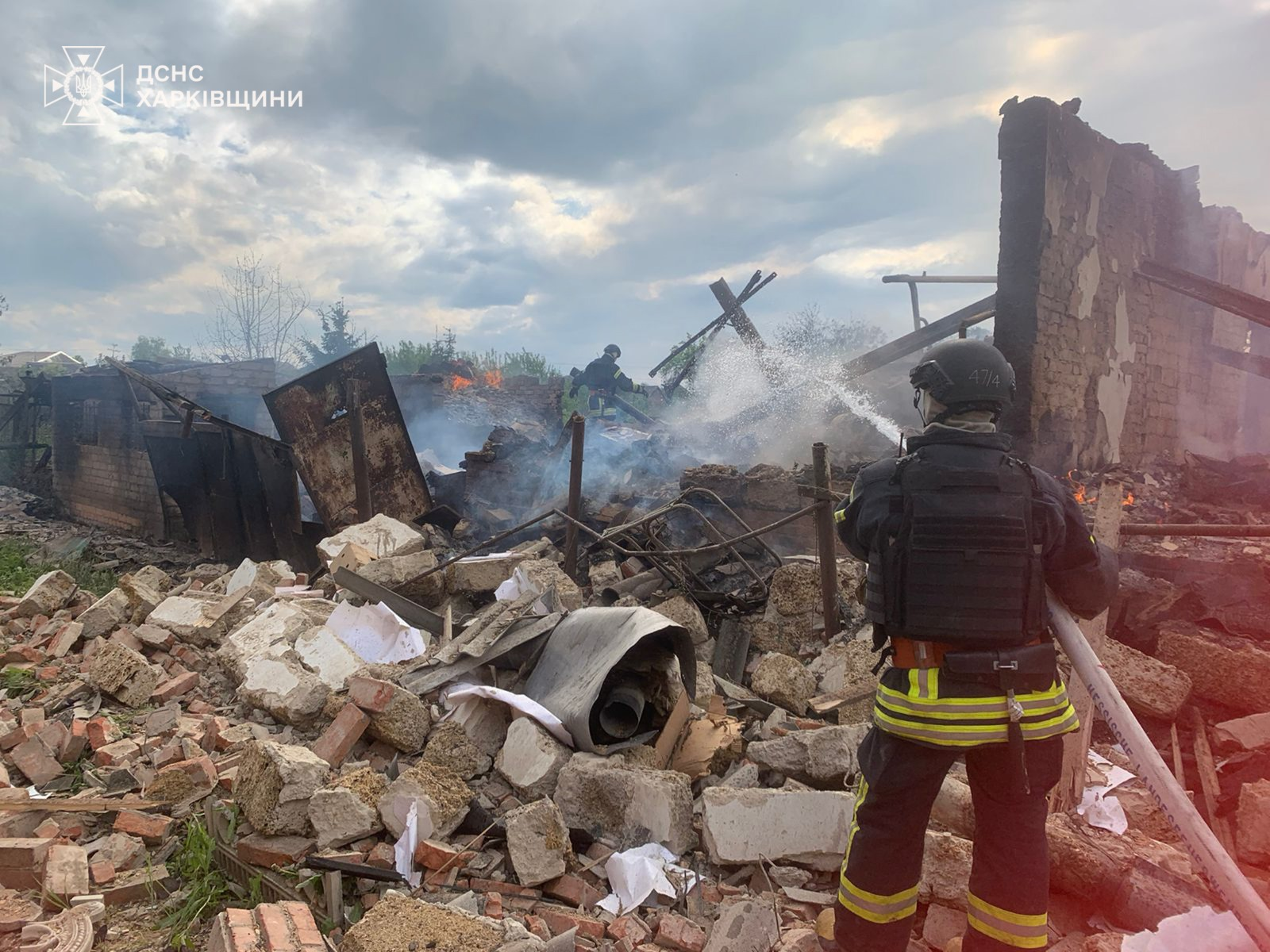
Працівник ДСНС тушить залишки будинку в Вовчанську. 11.05.2024

По ресторану «Paradise» у Ленінському районі Донецька, де російські бойовики святкували 10 років проголошення так званої «ДНР» влучила ракета, ліквідовано 5 окупантів, ще 6 — поранено.
ЗС РФ вдарили по Нікополю дронами-камікадзе, пошкоджені будинки та об'єкт інфраструктури. ЗС РФ завдали ракетного удару по околицях Сум, внаслідок чого загинула щонайменше одна цивільна особа.
Російські офіційні особи повідомили, що в результаті атак безпілотників у Бєлгородській, Курській і Донецькій областях загинули п'ятеро людей і дев'ятеро були поранені.
Оперативники та аналітики ГУР ідентифікували 29 осіб командного, льотного та технічного складу 44-го окремого авіаційного полку особливого призначення дальньої авіації військово-повітряних сил повітряно-космічних сил ЗС рф. Крім того, ГУР ідентифікувало сім офіцерів з числа технічного персоналу полку. Встановлено також і бортові номери літаків МіГ-31К зі складу полку: RF-20862, RF-03230, RF-20882, RF-03231, RF-03234, RF-19275, RF-94268, RF-42251, RF-42253, RF-20867, RF-20883 якими здійснювались обстріли території України.
Міністерство енергетики України заявило, що отримало екстрені поставки електроенергії з Польщі, Румунії та Словаччини, щоб тимчасово вирішити проблему дефіциту електроенергії після масованої російської атаки на енергетичну інфраструктуру.

### 12 травня
Протягом доби ліквідовано 1260 окупантів, з початку повномасштабного вторгнення Росія втратила 482 290 одиниць особового складу. За даними ISW, російські наступальні зусилля із захоплення Вовчанська були значною мірою наслідком політики Заходу, яка не дозволяла ЗСУ використовувати західні системи для атак на військові об'єкти в Росії. ЗС РФ просунулися близ села Липти та Вовчанська на півночі Харківської області.
ЗС РФ продовжили атаки на кількох напрямках, але спроби прорвати українську оборону були зупинені, на деяких ділянках ЗС РФ мали часткові успіхи, а на інших — сили оборони витісняють ворога.
ЗС РФ намагалися закріпитися в деяких селах Харківської області, в регіоні тривали бої. Ситуація на околицях Вовчанська була вкрай складною, місто перебувало під постійним російським вогнем. За даними Зеленського, ситуація в Донецькій області була не менш напруженою, зокрема в напрямку Покровська, а також у напрямках Лиману, Времівки, Краматорська та Куп'янська. У Вовчанську залишалося 300—400 жителів.
Зранку на Волгоградському нафтопереробному заводі стався спалах через падіння дрона. Крім Волгоградського НПЗ, українські розвідники атакували дронами нафтобазу «Калуганафтопродукт» у Людиновому, що в Калузькій області, та Новолипецький металургійний комбінат.

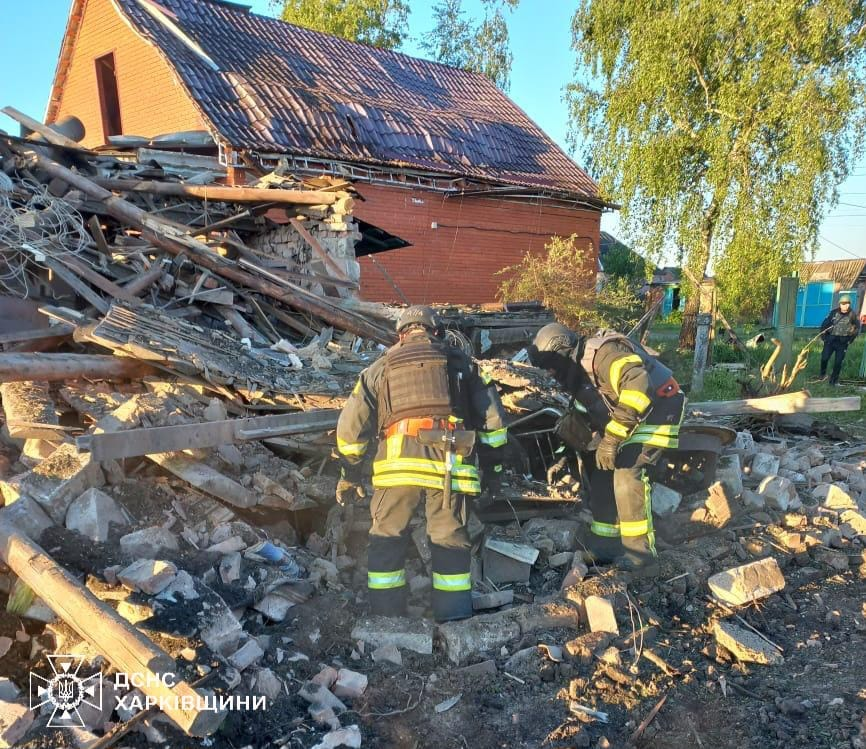
Залишки будівлі у Вовчанську. 12 травня 2024 року

Вранці ворог продовжував завдавати ударів керованими авіабомбами по житловим кварталам Вовчанська, знищені та частково зруйновані десятки приватних та багатоповерхових житлових будівель. Три людини загинуло, ще двоє травмовано.
Міноборони РФ заявили, що Україна нібито застосувала тактичний ракетний комплекс «Точка-У», реактивні системи залпового вогню «Вільха», RM-70 «Вампір», а російська ППО знищила шість ракет «Точка-У», чотири снаряди «Вампір» та ще дві ракети «Вільха». За даними росіян, фрагменти однієї зі збитих ракет «Точка-У» влучили в будинок. Натомість, за даними OSINT-аналітики, на відео вибуху не видно падіння ракети чи бомби, а характер вибуху вказує, що вибух відбувся всередині будівлі.
Із населених пунктів Харківщини, де активізувалися бойові дії, вже евакуювали понад 4 тисячі людей. Новим керівником ОТУ замість Юрія Галушкіна став генерал Михайло Драпатий.
Путін запропонував призначити першого віцепрем'єра Андрія Білоусова міністром оборони замість Сергія Шойгу. Він призначив Шойгу секретарем Радбезу РФ, а попереднього секретаря Радбезу Миколу Патрушева звільнив «у зв'язку з переходом на іншу роботу».
Розвідувальне агентство Південної Кореї заявило, що розслідує постачання до Росії 122-мм артилерійських снарядів та іншої зброї, виробленої Північною Кореєю в 1970-х роках. За оцінками, Північна Корея поставила Росії балістичні ракети і понад 3 мільйони артилерійських снарядів.

### 13 травня
Ліквідовано 1700 окупантів та 31 танк. На Харківщині ворог окупував села Мороховець, Олійникове та Зелене. На Харківському напрямку ворог здійснив 11 атак, триває 2 бойових зіткнення. ЗС РФ мали частковий успіх в районі Лук'янців. Просування ворога зупинено. У Вовчанську внаслідок обстрілів відомо про трьох постраждалих, Липцях постраждала жінка. Голова військової адміністрації Вовчанська Тамаз Гамбарашвілі заявив, що через постійні російські обстріли складно побудувати оборону навколо міста. За даними українського генштабу, в напрямку Харкова росіяни здійснили щонайменше 12 обстрілів, «не припиняючи витісняти підрозділи сил оборони з займаних позицій». У районі Лук'янця вони досягли «часткового успіху», але наступ був зупинений. До 15:00 українські війська відійшли з позицій під Лук'янцем. У той же час українські війська почали контратаки. В наступі на Харківську область брали участь 30 000 російських військових. За даними ISW, ЗС РФ просунулися на північ і північний схід від Харкова, поблизу Липти та Вовчанська на півночі Харківської області. Цього дня ЗСУ вели роботу із зачистки північних околиць Вовчанська від росіян і знищили Су-25 окупантів у Донецькій області.
ЗС РФ атакували в напрямках Харкова, Куп'янська, Лиману, Сіверська, Краматорська, Покровська, Курахового, Врем'ївки та Херсона, де відбулося 160 бойових зіткнень. ЗС РФ здійснили сім ракетних ударів, 110 авіаударів та 89 обстрілів українських позицій та населених пунктів.
Зранку відбулася ракетна атака на Крим, уражено базу ППО окупантів на горі Ай-Петрі, кілька ракет (імовірно, Storm Shadow) атакували в/ч 85683, де знаходиться «таємна» військова база ППО 3-го радіотехнічного полку ЗС рф.
Окупанти атакували Сумську область. Внаслідок атаки загинув один чоловік, ще троє отримали поранення.
Російські військові обстріляли село Кізомис на Херсонщині. Унаслідок атаки загинули дві людини.
В Харківській області було евакуйовано 5762 цивільні особи, 300 осіб залишилися у Вовчанську. Через погіршення ситуації на лінії фронту почалася евакуація з міст Білопілля та Ворожба. В Сорокиному в окупованій Луганській області, приблизно за 130 км від лінії фронту, вибухнув російський склад боєприпасів. Проросійський губернатор Леонід Пасечник заявив, що стався ракетний обстріл промислового району міста, в результаті якого троє людей загинули і четверо отримали поранення.
Безпілотники СБУ вночі завдали ударів по нафтобазі «Осколнєфтєснаб» в Бєлгородській області біля міста Старий Оскол і по електропідстанції в Липецькій області. Російська влада повідомила, що одна людина загинула і троє постраждали в Курській області.
Воїни 47 окремої механізованої бригади знищили ворожий гвинтокрил Ка-52 «Алігатор». На Донеччині бійці Сил оборони збили другу авіаодиницю російських окупантів за день. Українські військові знищили штурмовик Су-25, який систематично обстрілював регіон.
У Запоріжжі намагалися підпалити ТЦК. Контррозвідка СБУ запобігла чотирьом терактам у Києві, які мали відбутися 9 травня. У Києві затримано агентів російського ГРУ, які встановлювали вибухові пристрої.

### 14 травня
За добу ліквідовано 1400 окупантів, втрати ЗС РФ з початку повномасштабного вторгнення досягли 485430 осіб. Також ЗСУ знищили 1 літак та 11 танків ворога.
Буданов заявив, що Росія, ймовірно, розпочне новий наступ у Сумській області, як тільки українські війська стабілізують фронт у Харківській області. Він додав, що: «Ситуація була на межі. З кожною годиною ситуація ставала критичною», зазначивши, що Харківська область протримається «ще три-чотири дні» і що українські військові зможуть укріпити свої позиції і стабілізувати лінію фронту в регіоні. Пізніше Буданов заявив, що ситуація в Харківській області «не катастрофічна» і є ознаки стабілізації, додавши, що російські війська заблоковані на досягнутих кордонах. За його словами, українська операція триває з метою подальшої стабілізації ситуації та початку відтіснення російських військ назад через кордон.
За даними ISW темп російських атак у Харківській області сповільнився. Російські війська досягли незначних успіхів у районі Липта, Вовчанськ, Сватове, Новий Яр, Авдіївка, Донецьк і Кринки.
Ворог атакував 18-ма ударними БпЛА типу «Shahed» із мису Чауда та однією балістичною ракетою «Іскандер-М» з тимчасово окупованого Криму, збито усі 18 бпла були збиті.
Український БПЛА атакував потяг під Волгоградом, по станції Котлубань— дев'ять вагонів зійшли з рейок, спалахнули цистерни з паливом.

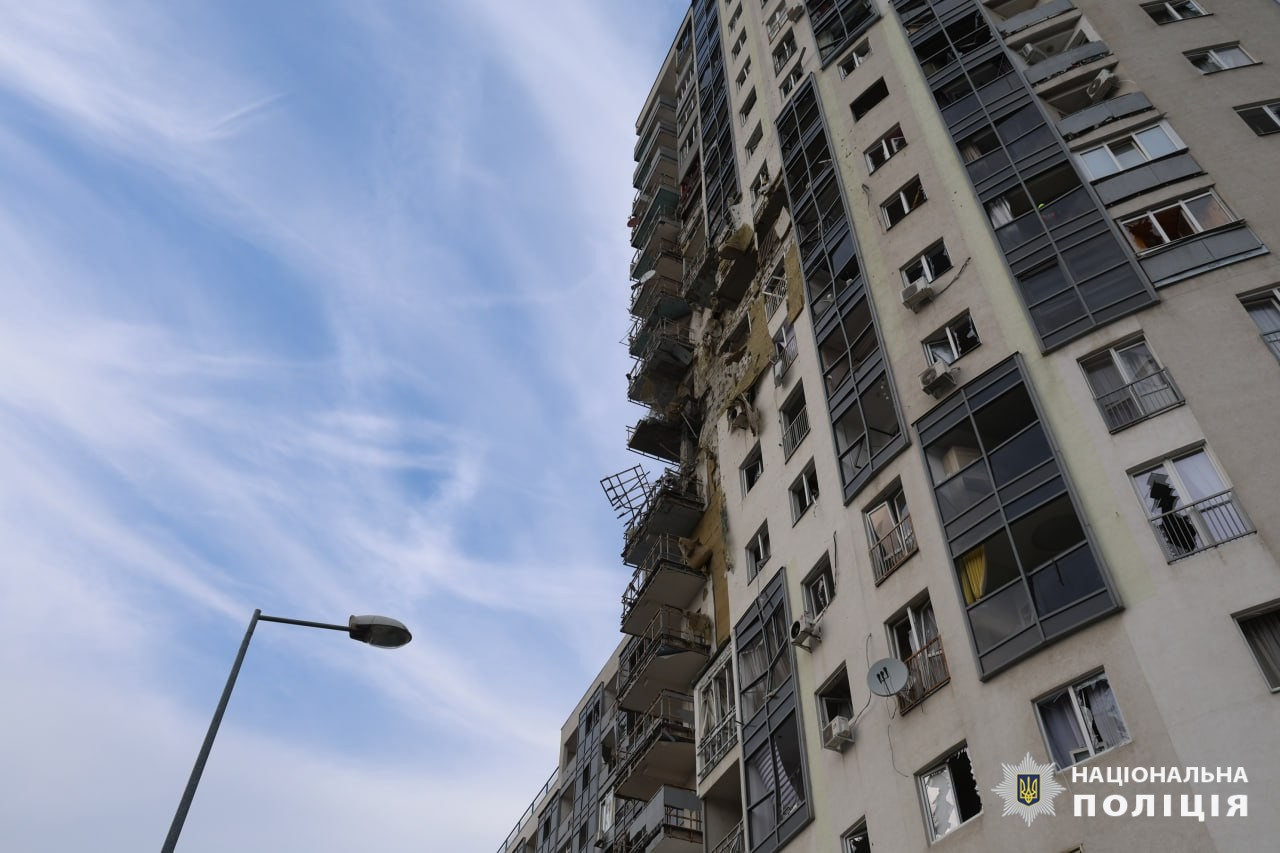
Налідок влучання ракети в будинок в центрі Харкова. 14 травня 2024

В наслідок мінометного обстрілу села Грем'яч Чернігівщини був убитий місцевий житель.
О 6:30 окупанти завдали удар по Київському району Харкова КАБами. 4 людини постраждали. Після обіду росіяни вдарили по багатоповерхівці у центрі Харкова. Постраждали 17 осіб. З Харківської області було евакуйовано понад 7 500 цивільних осіб, у тому числі 568 дітей та 201 особу з інвалідністю. Енергетична компанія «Укренерго» заявила, що через російські атаки на енергетичну інфраструктуру України та збільшення споживання електроенергії виникла нестача електроенергії, тому були введені обмеження на енергопостачання.
Німеччина передасть Україні третю систему протиповітряної оборони Patriot. Про це оголосив канцлер Німеччини Олаф Щольц на саміту з безпеки та конкурентоспроможності у Швеції.
Рада ЄС ухвалила план для Ukraine Facility, що визначає наміри уряду України щодо відновлення, реконструкції та модернізації країни, а також реформи, які він планує здійснити в рамках процесу вступу до ЄС протягом наступних чотирьох років.
У Києві відбулася зустріч Прем'єр-міністра України Дениса Шмигаля та Державного секретаря США Ентоні Блінкена. Під час зустрічі було зазначено, що низка приватних компаній зі США зацікавлена в інвестиціях в Україну. У цьому контексті сторони обговорили створення спроможностей для інвестицій приватного сектору.
Газета The New York Times заявила, що США і європейські країни не можуть домовитися про умови і форми використання заморожених російських активів. Сполучені Штати і Велика Британія виступали за пряму конфіскацію активів, але Німеччина, Франція, Італія, Індонезія, Японія і Саудівська Аравія виступали проти цього, побоюючись, що така конфіскація може створити небезпечний прецедент і призвести до судових позовів, фінансової нестабільності і арештів активів у відповідь.

### 15 травня
Темп російського наступу на півночі Харківської області за останні 24 години помітно сповільнився, можливо, через нову тактику українських військових і значні втрати росіян. За даними ISW, ворог може прагнути об'єднати свої позиції у Липцях та Вовчанську, створюючи таким чином буферну зону вздовж кордону.

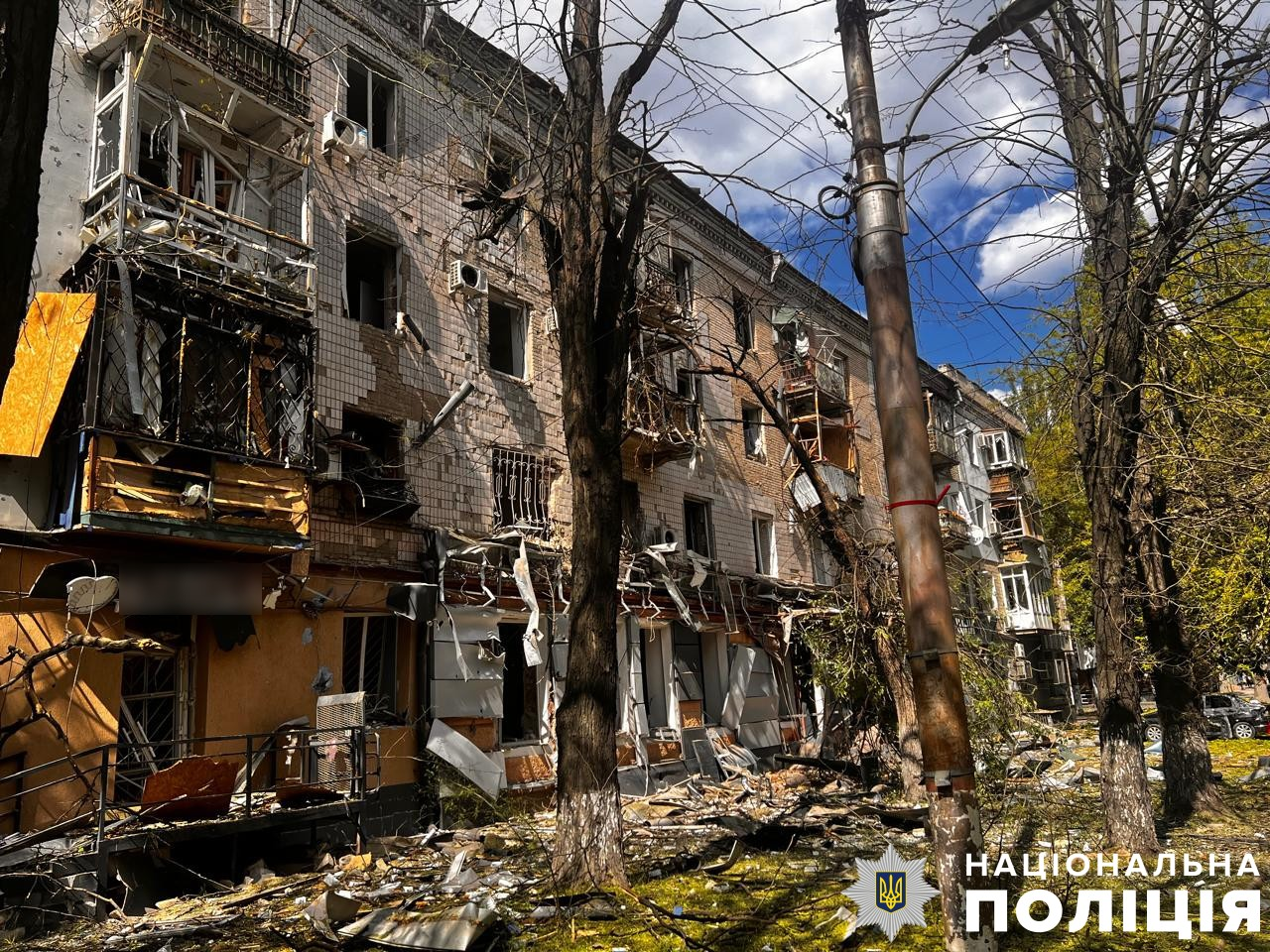
Руйнування в Херсоні після російської атаки трьома авіабомбами; 19 людей отримали поранення.

Росіяни роблять  спроби потіснити українські підрозділи в районі Вовчанська на Харківщині. Сили оборони дають відсіч, ведуть вогонь на ураження, а в місті продовжують прочісувати північно-західну околицю.
В Харківській області тривали важкі бої, ситуація дещо стабілізувалася, росіяни намагалися закріпитися на великій смузі прикордонних населених пунктів, ЗСУ відбили 11 атак на напрямках Глибоке-Липці, Лук'янець-Липці, Борисівка-Нескучне та Шебекіно-Вовчанськ". Невеликі підрозділи російської піхоти увійшли на північ Вовчанська. Зеленський оголосив про розгортання додаткових військ у Харківській області.

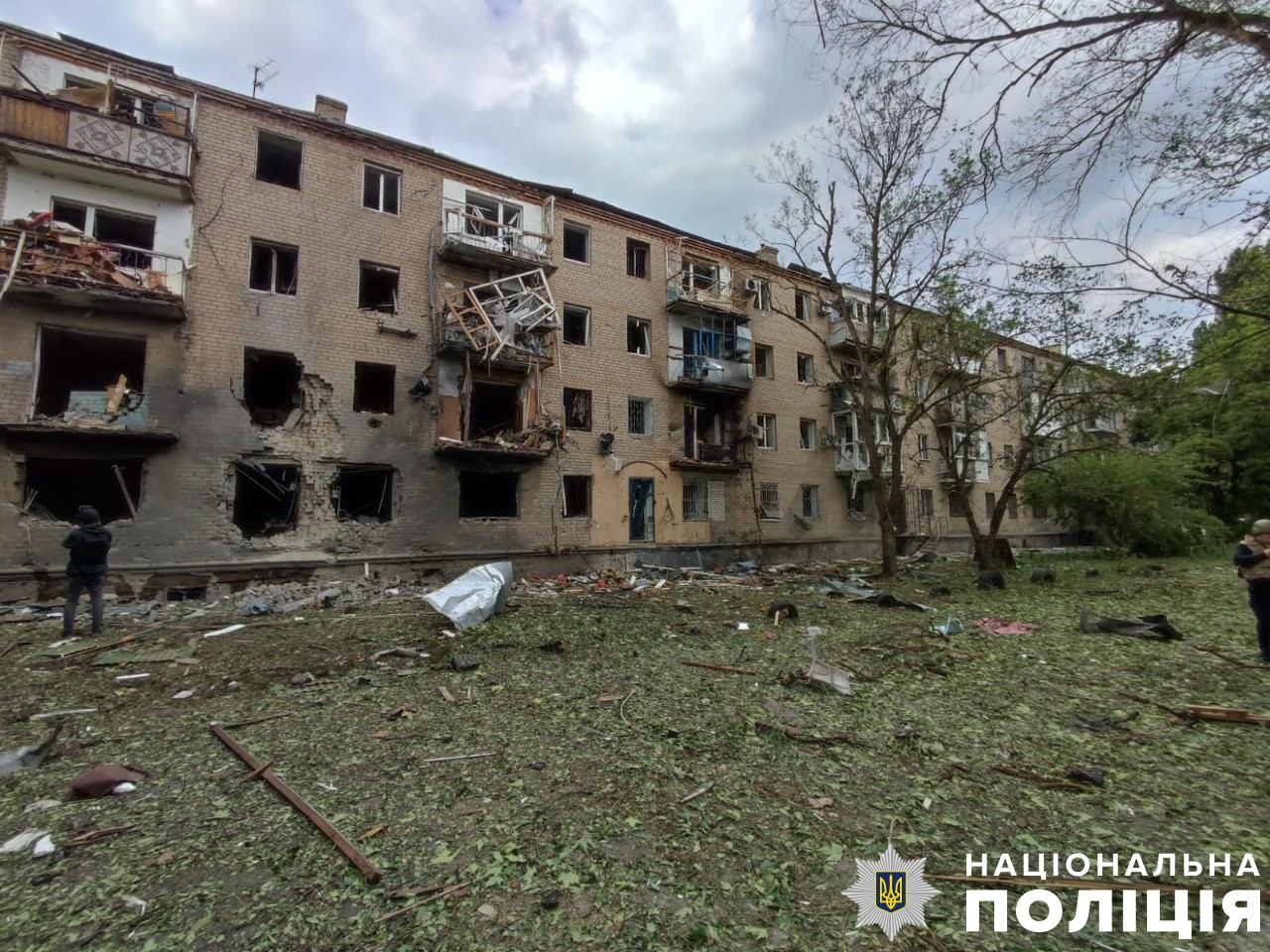
Атака на Херсон. 15 травня 2024

За даними ISW, темпи російського наступу в Харківській області значно сповільнилися за останні 24 години, ймовірно, через нову тактику українських військ та значні втрати росіян. Росіяни просунулися на 8 км від кордону, просунулися на півночі Харківської області, поблизу Сіверська та на захід від Донецька.
В ночі бійці ЗСУ завдали удар по летовищу Бельбек у АР Крим, по якому випустили до 16 ракет ATACMS. За годину після атаки на аеродромі осередків пожежі в районі стоянок літаків побільшало, а самі пожежі стали сильнішими. За даними росіян, внаслідок атак ЗСУ в Криму були уражені ЗРК-С-400, 2 літаки МіГ-31, та склад пально-мастильних матеріалів на аеродромі Бельбек. За їхніми даними, 2 військових загинули, 13 поранені.
Вранці російський обстріл пошкодив багатоповерхівку в Херсоні: влучив у дах і ліфтове приміщення, але ніхто з мешканців не постраждав.
У Дніпрі, через обстріл цивільної залізничної інфраструктури загинули двоє оглядачів-ремонтників вагонів, повідомила пресслужба Укрзалізниці.

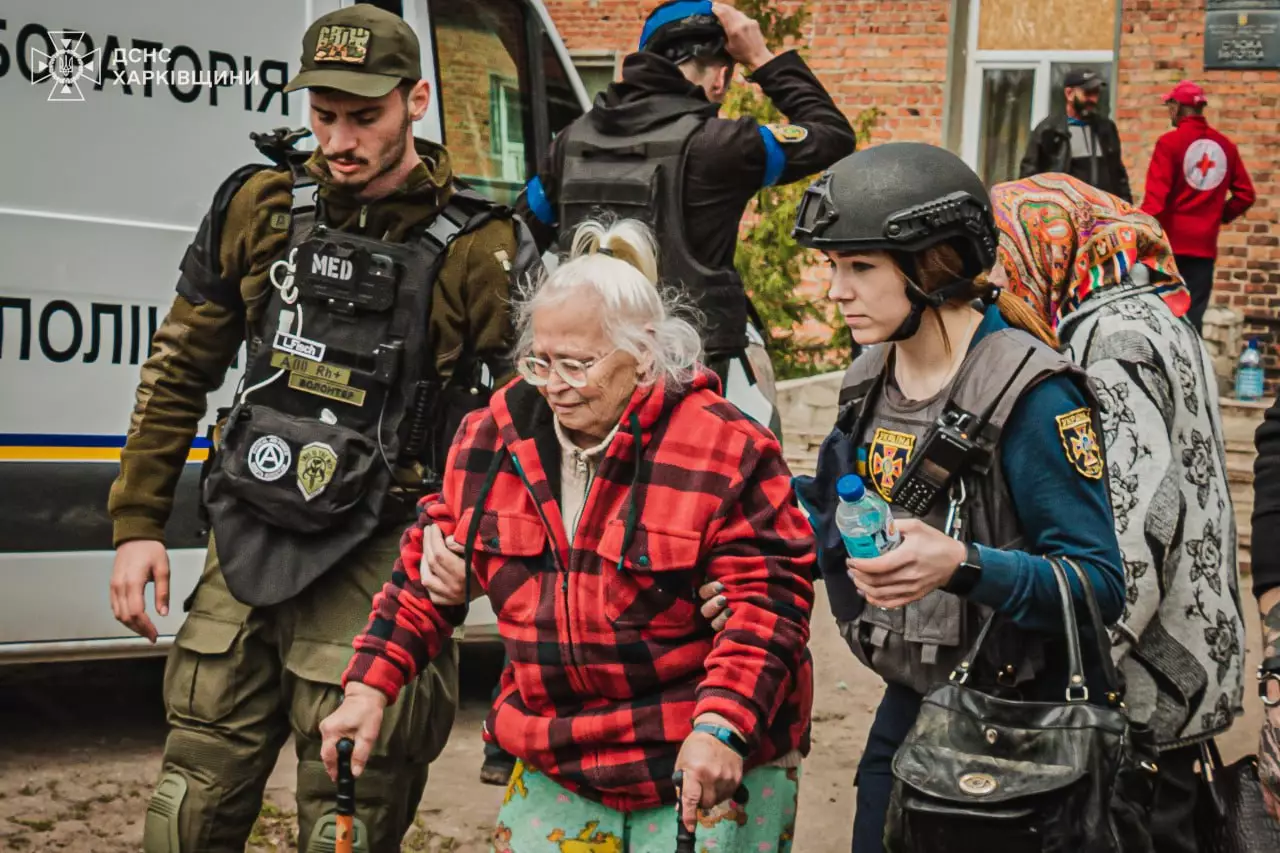
Евакуація з сіл Харківської області, розташованих на кордоні з Росією. Станом на ранок 15 травня 2024 року було евакуйовано 8 000 осіб

Російські агресори нанесли ракетний удар по Миколаєву, а також атакували керованими авіабомбами (КАБами) населені пункти Харківської області. Постраждали вісім людей.
Міністерство оборони Росії повідомило, що дві ракети AGM-88 HARM, дві бомби AASM Hammer, дві ракети Wilch і дев'ять безпілотників, випущені в бік Бєлгородської області, були знищені, в результаті чого двоє людей отримали поранення. Вісім безпілотників було також збито над Курською (5) і Брянською (3) областями та в Татарстані.
Державний секретар США Ентоні Блінкен оголосив, що США нададуть додаткові 2 млрд доларів у вигляді внеску до новоствореного фонду, метою якого буде розвиток українського оборонно-промислового комплексу та фінансування закупівлі зброї. «Вони будуть вкладені у першому такого роду фонді — Defense Enterprise Fund — у якого буде три компоненти», — оголосив Ентоні Блінкен.
Естонський парламент ухвалив закон, що дозволяє передавати Україні заморожені через міжнародні санкції російські активи. Естонія стала першою країною у світі, яка вдалася до такого кроку.

### 16 травня
ISW повідомила, що «українські сили стабілізували ситуацію вздовж північного кордону в Харківській області, а темпи російських наступальних операцій у цьому районі продовжували знижуватися». Російські війська просунулися вперед в районі Липи, Вовчанська, Куп'янська і Донецька. Голова Європейсього командування Збройних сил США і Верховний головнокомандувач Об'єднаних збройних сил НАТО в Європі Крістофер Каволі заявив, що кількість російських військ, дислокованих у Харківській області, є достатньою для здійснення «стратегічного прориву» в українській обороні.
У тимчасово окупованому Криму на аеродромі Бельбек вночі, виникла пожежа, знищено заправну станцію для авіації.
Українські захисника зупинили росіян у Харківської області, стабілізувати лінію фронту не вдалося. Росіяни намагалися просунуися в бік Липців та захопити Вовчанськ. В ЗСУ під Харковом повідомили, що не бачили нічого подібного до кількості літаючих Ланцетів у порівнянні з попередніми боями. ЗС РФ зменшили кількість бронетехніки і перейшли до атак невеликими піхотними групами по 5-20 осіб.
У північній частині Вовчанська ЗС РФ беруть у полон і розстрілюють місцевих жителів, також вони не дозволяли місцевим мешканцям евакуйовуватися, людей викрадали та зганяли до підвалів. Дві жінки загинули і четверо людей були поранені в результаті нападу Росії на Харківську область. Внаслідок нападу на область також було пошкоджено школу-інтернат, поліклініку та житловий будинок у селі Мала Данилівка, поранено чотирьох медичних працівників. За даними української прокуратури, російські війська атакували село Михайлівка в Донецькій області та Бериславський район Херсонської області, в результаті чого одна людина загинула і дев'ять отримали поранення.
Туреччина перемарковує російську нафту і продає її до ЄС в обхід санкцій. Так за минулий рік Росія заробила €3 млрд через Туреччину, яка перемаркувала російську нафту та відправила її до ЄС, обійшовши санкції. За правилами ЄС, нафтові вантажі підпадають під санкції залежно від частки російського компонента.
Українські ЗМІ повідомили, що українська розвідка здійснила атаку за допомогою безпілотника на державний завод зброї та боєприпасів «Базальт» у Тулі в Тульській області. Міністерство оборони Росії повідомило, що вночі російські ППО збили два безпілотники над Тульською областю, по одному — над Брянською, Калузькою та Бєлгородською областями і шість — над окупованим Кримом.

### 17 травня
Було ліквідовано 1410 окупантів. Крім того, ЗСУ знищили 38 артилерійських систем, два літаки й один гелікоптер. ЗС РФ досягли незначних успіхів в районі Авдіївки. Вночі росіяни атакували Україну 20 БПЛА з районів Приморсько-Ахтарська та Курська, збито усі бпла. Падіння уламків російського дрона призвело до пошкодження обладнання одного з енергетичних об'єктів на Вінниччині та знеструмлення понад 23 тис. абонентів у чотирьох населених пунктах, повідомило Міністерство енергетики. Сталася атака дронами і ракетами по Харкову, влучання в Холодногірському та Основ'янському районах.
В той же час російську територію було масовано атаковано дронами українського виробництва, в Новоросійську Краснодарського краю на військово-морській базі ЧФ РФ лунали вибухи. Близ міста працювала ППО, місцеві нарахували понад 30 вибухів. Також вночі вибухи сталися і у потру Новоросійська, що є головним російським торговим портом на Чорному морі та військово-морською базою ВМФ РФ. Було ураження дроном НПЗ в Туапсе, що вже був атакований цією весною. Також зафіксовані влучання безпілотників по електропідстанції «Севастопольська», що викликало перебої зі світлом на півострові Крим.
Росіяни розширили зону бойових дій на 70 км, зосередивши зусилля на напрямку Стрілеча — Липці та Вовчанську в Харківській області. Для наступу росія створила угруповання «Север», до якого увійшли бойові частини 6 армії, 11 та 44 армійських корпусів. Вони розпочали наступ раніше запланованого через перекидання українських військ.
В день російські окупанти завдали двох ударів КАБами, по Харкову, в тому числі по Холодногірському району міста. На місцях прильотів спалахнули пожежі. Чотири людини загинули, ще 31 отримали поранення. Атака відбулася, через декілька годин після того, як Путін сказав, що «російські війська, мовляв, не збираються захоплювати Харків, а активізація російського наступу начебто викликана потребою захистити регіони рф від обстрілів»
Трохи пізніше було завдано ракетного обстрілу Одеси. Унаслідок ракетної атаки в Одеському районі загинула одна людина, кількість поранених зросла до восьми осіб. Прем'єр-міністр Денис Шмигаль заявив, що уряд виділив понад $38 млн на відновлення Зміївської ТЕС у Харківській області та Трипільської ТЕС у Київській області, які були зруйновані внаслідок російських атак.
Президент Зеленський затвердив Законопроєкт № 10379, що підвищує штрафи за порушення мобілізаційного законодавства. Тепер штрафи можуть накладати навіть заочно. Зокрема, за недотримання правил військового обліку під час воєнного стану передбачено штраф 17-25,5 тис. грн.
Видання The Washington Post процитувало українських солдатів про те, що 10 травня Starlink вперше став повністю непрацездатним. Того дня ЗС РФ почали наступ з північно-східного кордону України, а 125-та бригада внутрішньої оборони втратила зв'язок із безпілотником, який відстежував ситуацію на кордоні в результаті радіоелектронних перешкод з боку російських військ.
Литва придбає для української армії 6 радіолокаційних станцій Amber-1800 з дальністю виявлення об'єктів до 400 кілометрів. Також Литва посилює підтримку України розвідувальними безпілотниками в межах очолюваної Латвією коаліції дронів, системами протидії безпілотникам, а також боєприпасами.

### 18 травня
За даними ISW, ЗС РФ активізували зусилля із захоплення міста Щастя, намагаючись скористатися тим, що наступальні операції на півночі Харківської області та по всій Східній Україні спричинили більший тиск на ЗСУ. ЗС РФ досягли незначних успіхів поблизу Авдіївки, Гуляйполя та Роботиного.
За добу ЗС РФ втратили 1210 осіб, ЗСУ знищили 43 ББМ, два літаки й один гелікоптер. ЗС РФ окупували Бугруватку на Вовчанському напрямку, другу добу штурмували Часів Яр колонами танків і БМП. Президент Зеленський заявив, що російський наступ був зупинений першою лінією оборони України, і ситуація в регіоні стабілізувалася.
Вночі росіяни атакували 13-ма ударними БПЛА типу «Shahed-131/136» із районів Приморсько-Ахтарськ та Курську. Дронам вдалось пошкодити енергетичну інфраструктуру в Полтавській області. Збито усі 13 бпла у Харківській, Полтавської, Вінницькій, Миколаївській та Дніпропетровській областях.
Почав діяти електронний кабінет військовозобов'язаного Резерв+, відповідного до нового закону про мобілізацію в Україні усі чоловіки віком від 18 до 60 років мають оновити свої облікові дані військовозобов'язаного протягом 60 днів.
Російські загарбники нанесли черговий удар керованими авіабомбами по Харкову, зруйновано декілька приватних будинків. Постраждали п'ятеро людей, серед яких двоє дітей.
Українські військові зі 110 бригади збили над Донеччиною російський Су-25. У низці населених пунктів тимчасово окупованого Криму пролунали вибухи, зокрема було атаковано Кримський міст.
Арбітражний суд Санкт-Петербурга і Ленінградської області наклав арешт на майно, рахунки та цінні папери АТ «ЮніКредит Банк» і UniCredit Bank AG на 462,67 млн євро за позовом російської компанії «Русхимальянс», одного з операторів будівництва комплексу з переробки та скраплення газу в Усть-Лузі. UniCredit Bank виступав одним із банків-поручителів за контрактом з німецькою Linde. Договір було розірвано у зв'язку із санкціями ЄС. Після цього «Русхимальянс» звернувся до суду з претензіями до Linde, а також до Deutsche Bank і Commerzbank. У грудні 2022 року арбітраж у Санкт-Петербурзі заарештував активи Linde в Росії на 35 млрд рублів.
Міністр оборони Німеччини Борис Пісторіус заявив, що уряд має виділити додатково 3,8 млрд євро допомоги Україні у 2024 фінансовому році.
Президент Зеленський заявив, що на мирному саміті у Швейцарії представить план дій, який охоплює вільне судноплавство для захисту портової інфраструктури, глобальну продовольчу безпеку та економічний розвиток України. Додаткові дискусії будуть зосереджені на ядерній та енергетичній безпеці для запобігання атакам на критично важливі об'єкти інфраструктури, а ще одним ключовим моментом стане обмін військовополоненими та повернення депортованих дітей.

### 19 травня
57-а механізована бригада та 82-а десантно-штурмова бригада закріпили позиції в Харківській області. ЗС РФ незначно просунулися поблизу Вовчанська, Часового Яру та Донецька. ЗСУ знищили російський морський тральник «Ковровець» проєкту 266-М. Вночі Ленінградській області Росії спалахнула Виборзька нафтобаза, місцева назвала вибухи використанням піротехніки. Вночі було чути вибухи й видно дим близ НПЗ у Слов'янську-на-Кубані Краснодарського краю. НПЗ зупинив роботу. У Міноборони Росії заявили, що за ніч ППО знищила 61 безпілотник, у тому числі 57 у Краснодарському краї, три в Бєлгородській області, а також дев'ять ракет ATACMS і один безпілотник над Кримом.

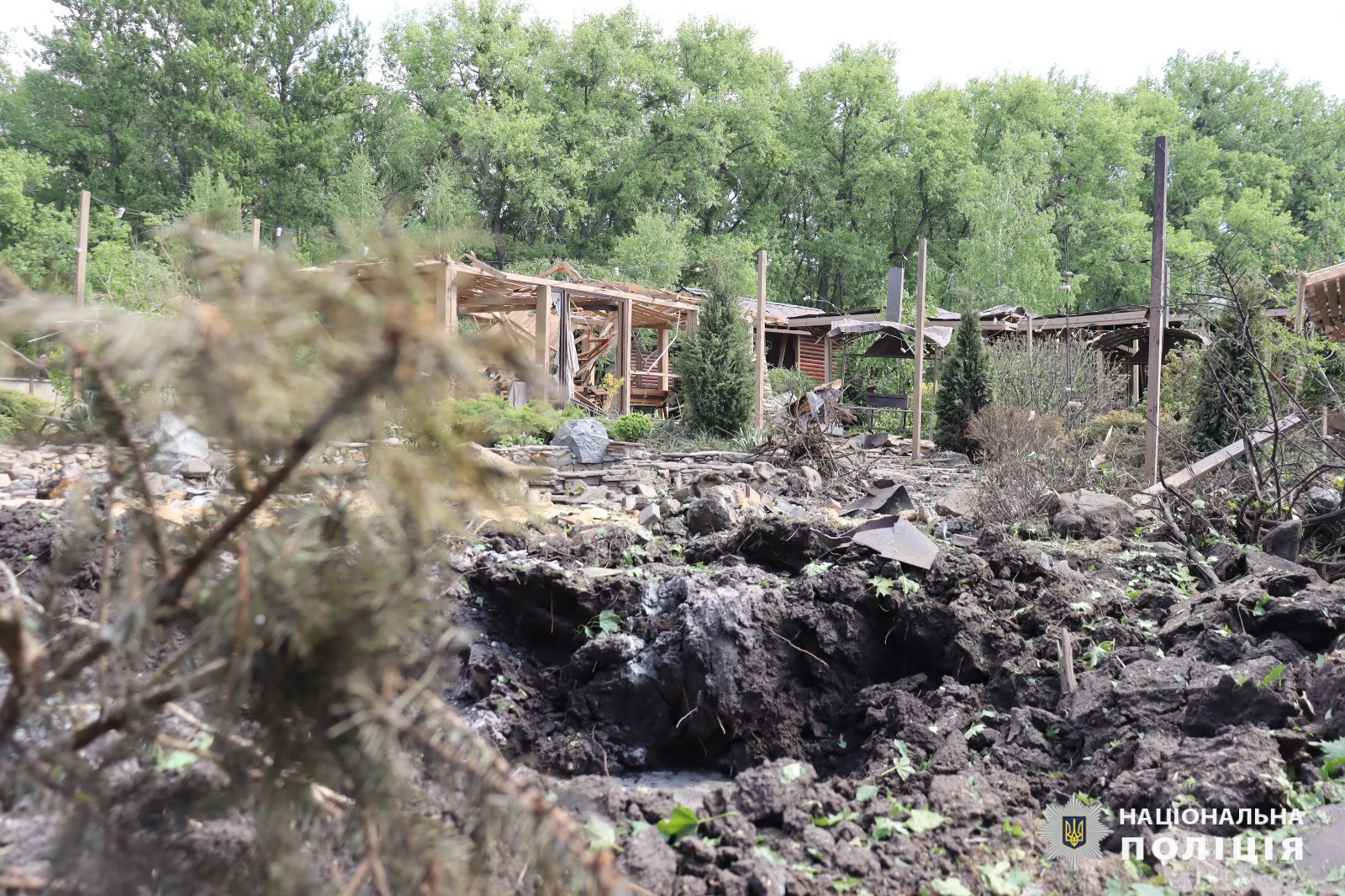
База відпочинку в селі Черкаська Лозова (Харківська область) після російського ракетного обстрілу. семеро людей загинули, 28 отримали поранення. 19 травня 2024

Дрони СБУ вночі атакували російський військовий аеродром «Кущевська»
Вночі через російський удар по Вовчанську загинув 63-річний чоловік, отримали поранення ще троє чоловіків.
ЗС РФ атакували Україну 37-ма ударними безпілотниками типу «Shahed-131/136» із російських Приморсько-Ахтарська та Курська, усі вони були збиті.
Внаслідок ракетного удару РФ близько 11:00 по Малоданилівській громаді Харківської області 6 людей загинуло, ще 28 зазнали травмувань.
Біля Курячої пристані у тимчасово окупованому, було завдано ракетного удару. Відомо, що вдалося вразити російський ракетний корабель «Циклон». За попередньою інформацією, удару було завдано двома балістичними ракетами ATACMS, які Сполучені Штати надали нашій державі у межах військової допомоги. Також повідомляють, що внаслідок удару загинуло 6 військовослужбовців Чорноморського флоту Росії, ще 11 отримали поранення.
Forbes написав, що становище України на фронті покращується. На фронт почали надходити американські боєприпаси, був прийнятий новий закон про мобілізацію, формувалися нові бригади зі свіжоспечених солдатів. Згідно з журналом, це було найбільш очевидно в Часів Ярі, куди 17 травня була перекинута група з близько 20 російських бронемашин: «Коли колона в'їхала на ділянку відкритого простору, вона була негайно обстріляна по всій довжині важкими боєприпасами і українськими безпілотними літальними апаратами. Нечисленні росіяни, які прорвалися в будівлі міста, не протрималися там довго».

### 20 травня
За даними ISW, російські війська зосереджують обмежені сили в напрямку Сум, але навіть таке угруповання, швидше за все, не зможе втягнути ЗСУ в прикордонну зону. ЗС РФ просунулися поблизу Вовчанська, Воріт Яру, Авдіївки та Донецька, а також у західній частині Запорізької області та дельті Дніпра.
Міністерство оборони Росії заявило, що російські війська захопили село Білогорівка в Луганській області, тоді як український генеральний штаб повідомив, що навколо міста тривають бої, DeepState спростовують ці заяву.
Вночі росіяни атакували Україну 29 дронами-камікадзе «Shahed-131/136», а також Харківщину балістичною ракетою «Іскандер-М», усі дрони вдалося знищити.
Україна все контролювала 60 % Вовчанська, обстріли ЗС РФ не припинялися. Сили оборони намагаються витіснити російська війська у напрямку населеного пункту Глибоке. Українська прикордонна служба повідомила, що українські військовослужбовці відбивають російську атаку біля села Стариця, приблизно за 16 км від Вовчанська. Там додали, що: «Ситуація була під контролем. Крім того, наші підрозділи вжили заходів щодо посилення оборонних рубежів та позицій на визначених ділянках». Українці також відбили російську атаку в напрямку Синьківки в районі Куп'янська та провели атаки на окремих ділянках. За даними українського проекту DeepState, російські війська зафіксували просування в Запорізькій області в районі сіл Роботине і Вербове, в Донецькій області в районі Яснобродівки, Парасковіївки, Новопокровська, Нетайлового, Берестового і Кераміка, а в Харківській області в районі Зеленого і Бугруватки.
Вранці відбулося вдале влучання ракетників по базі росіян у селищі Катеринівка у передмісті Луганська.
Російські окупанти обстріляли Степногірськ Запорізької області. Повідопляють про руйнування цивільних будинків та одного загиблого.
Відбулася 22-го засідання Контактної групи з питань оборони України у форматі «Рамштайн», в результаі засідання було оголошено, що уряд Іспанії протягом цього року пообіцяв доставити ще 19 танків Leopard 2A4: перша партія з 10 танків має надійти до кінця червня, друга — у вересні. Нідерланди пообіцяли надати БМП YPR, оснащених станціями дистанційного керування озброєнням для вогневої підтримки на полі бою.
Прем'єр-міністерка Естонії Кая Каллас заявила, що деякі держави вже направили своїх інструкторів в Україну для тренування українських військових. Каллас зазначила, що союзники по НАТО не повинні побоюватися, що відправка військ в Україну для тренування її солдатів може втягнути Альянс у війну з Росією.
Секретар РНБУ Олександр Литвиненко заявив, що Україна «чітко розуміє», що тотальна війна з Росією має закінчитися переговорами. Тому був сформульований і просувається мирний план України з 10 пунктів.

## 21—31 травня

### 21 травня
Ситуація в районі Покровська, Краматорська та Курахового залишалася вкрай складною. ЗС РФ Просунулися під Вовчанськом, Кремінною, Часовим Яром і Донецьком. ЗС РФатакували в напрямках Харкова, Куп'янська, Лиману, Сіверська, Краматорська, Покровська, Курахового, Врем'ївки та Херсона, де відбулося 116 бойових зіткнень. Протягом доби російські війська завдали 4 ракетних ударів, 55 авіаударів, 900 атак безпілотників і 89 обстрілів українських позицій і населених пунктів.
Вночі в Харкові в результаті падіння уламків безпілотника виникла пожежа в двох приватних будинках і гаражі. Постраждали 4 людини, пошкоджено дорожнє покриття та тротуар у приватному секторі, а також мікроавтобус. Крім того, Синєгубов заявив, що у Вовчанську, де точилися запеклі бої, залишилося близько 100 українських цивільних осіб, але російська армія відмовилася дозволити цивільним покинути місто і погрожувала відкрити по них вогонь.
Губернатор Бєлгородської області В'ячеслав Гладков повідомив, що в результаті атаки безпілотника на автомобіль у Бєлгородській області загинула жінка і ще троє людей отримали поранення. Міністерство оборони Росії повідомило, що за ніч протиповітряна оборона збила одну ракету і два безпілотники над регіоном.
Війська РФ для повітряної атаки по Україні вночі застосували 29 дронів-камікадзе «Shahed-131/136» із трьох напрямків: Приморсько-Ахтарськ, Курськ — РФ, мис Чауда — Крим. В результаті протиповітряного бою збито 28 «шахедів» у Одеській, Миколаївській, Дніпропетровській, Харківській, Черкаській, Херсонській та Кіровоградській областях. О 02:09 внаслідок падіння уламків дронів горіли два приватних будинки та гараж у Харкові. Постраждали три людини.
У США група конгресменів від обох партій звернулася до міністра оборони США Ллойда Остіна із закликом пришвидшити постачання зброї і висловила «сильну підтримку» наданню дозволу використовувати озброєння для ударів по території РФ. Зверненнія опублікував комітет з розвідки Палати представників. Накладені США обмеження не дозволяють українським силам відкинути назад російських окупантів у Харківській області — йдеться в листі.
Міністерство оборони Нідерландів оголосило, що 10 українських військовослужбовців завершили навчання на винищувачах F-16 у Нідерландах. Європейська Рада погодилася використати прибутки від заморожених російських активів для допомоги Україні. Повідомляється, що у 2024 році буде отримано $3,26 млрд прибутку, 90 % з яких підуть на допомогу українській армії, а 10 % — на реконструкцію. Прибуток від заморожених російських активів буде надходити кожні півроку, починаючи з липня цього року.
3 000 засуджених подали заяви на умовно-дострокове звільнення, щоб вступити до лав ЗСУ. До переліку злочинців, яких приймають на військову службу, не входять засуджені за умисні вбивства, сексуальне насильство, торгівлю або виробництво наркотиків, а також ті, хто загрожує національній безпеці. На загальну кількість призовників поширюються законодавчі обмеження щодо категорії, стану здоров'я та висновку командира частини, в якій вони можуть служити.

### 22 травня
ЗС РФ намагалися атакувати Білогорівку в Луганській області протягом трьох днів, але після того, як Міністерство оборони Росії повідомило про захоплення села, ситуація опинилася під українським контролем. Він додав, що ситуація в Білогорівці була «дійсно складною», як і ситуація в Серебрянському лісі біля Кремінної та біля сіл Терни і Невське на кордоні Луганської та Донецької областей. За даними ISW, українські війська відбили райони поблизу Вовчанська та Часовому Яру, тоді як російські війська досягли незначного просування в районі Вовчанська, Авдіївки, Донецька та Великої Новощі.
Противник атакував 24 ударними БпЛА типу «Shahed-131/136». Пуски здійснювались із районів Приморсько-Ахтарськ, Курськ — РФ та території тимчасово окупованого Криму.
Унаслідок російських ударів по енергооб'єктах у Шостці та Конотопі, що в Сумській області, в деяких населених пунктах, зокрема в Сумах, зникло світло. Згодом повідомили, що енергетики відновили електропостачання в Сумському, Роменському та Охтирському районах. Тим часом у Шосткинському та Конотопському районах роботи з відновлення досі тривають.
ЗС РФ обстріляли з безпілотника поліцейський автомобіль під час евакуації поблизу Вовчанська, один співробітник поліції загинув, ще один отримав поранення.
Вранці ЗС РФ атакували центр Чугуєва, зруйнувавши дитячий садок і поранивши щонайменше сім цивільних осіб. ЗС РФ у Харкові поранили щонайменше 12 цивільних осіб, у тому числі 16-річного хлопця.
За словами губернатора В'ячеслава Гладкова, в Борисовському районі Бєлгородської області в результаті атаки безпілотника загинув місцевий житель, ще кілька безпілотників були збиті.
ЗСУ збили російський Су-25 під Покровськом.
Міністр оборони Великої Британії Грант Шаппс звинуватив Китай у наданні або намірі надати «летальну допомогу» Росії, додавши, що США і Велика Британія мають докази китайсько-російської співпраці в цьому питанні.
Міністерство фінансів України заявило, що з початку війни з Росією українські громадяни, компанії та банки придбали облігації внутрішньої державної позики на суму 25 мільярдів доларів на ринкових умовах. Ці кошти відіграли важливу роль у підтримці фінансової стабільності України протягом всієї війни.

### 23 травня
ЗС РФ загрузли у вуличних боях у Вовчанську, зазнавши суттєвих втрат. ЗС РФ перекинули туди свої резерви з різних секторів, але не підтримували штурмових дій в регіоні, перейшовши до оборони біля села Липці та замінувавшии місцевість і атакували українські позиції. Бойові дії також велися у лісосмузі на північ від Куп'янська, де «складною була ситуація в районі Кислівки, де противник намагався прорвати оборону і вийти до річки Оскол». Сирський також стверджував, що «найбільш інтенсивні і запеклі» бої точилися під Покровськом і Кураховим, а також біля сіл Іванівське і Часів Яр, де українці намагалися «утримати населені пункти за будь-яку ціну», використовуючи сучасну техніку. ЗС РФ намагалися атакувати в районі Часів Яру, але не увійшли в місто. За даними DeepState, російські війська просунулися в районі Часового Яру, а також в районі Ключівки та Красногорівки.
За даними ISW, українські війська просунулися в районі Лук'янця і Кремінної, тоді як російські війська просунулися в районі Берестового, Цавиного Яру, Авдіївки, Донецька і В'янки Новосілки. Міністерство оборони Великої Британії повідомило, що протягом тижня Росія залучила до наступу на Вовчанськ підрозділи «Африканського корпусу» разом з регулярною армією та підрозділами «Штурм-Z». Це формування (підпорядковане Міністерству оборони Росії) було сформоване в грудні 2023 року і налічує понад 2 000 солдатів і офіцерів, а також досвідчених найманців, багато з яких раніше служили в «Групі Вагнера». За даними міністерства, «Міністерство оборони Росії майже напевно передислокувало війська „Африканського корпусу“ до українського кордону в квітні 2024 року в рамках підготовки до цього наступу. Цілком ймовірно, що Росія посилювала війну в Україні ресурсами, які раніше були спрямовані в Африку».
Воїни 110 ОМБ збили російський штурмовик Су-25.
У Росії затримали начальника ГУ ЗС РФ генерал-лейтенанта Вадима Шамаріна за отримання хабаря в особливо крупному розмірі.

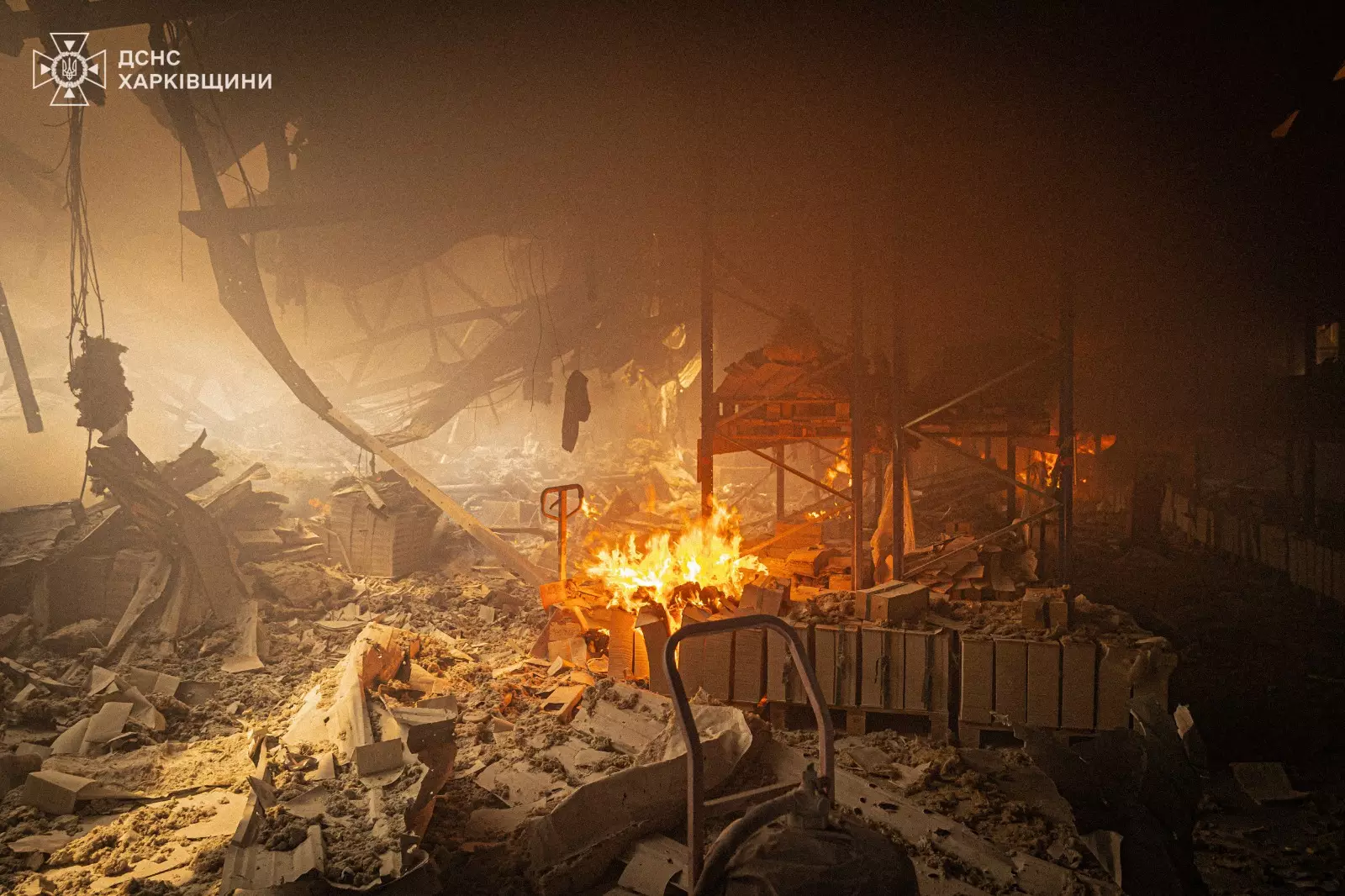
Друкарня «Фактор-Друк» у Харкові після російського удару 23 травня 2024 року. Загинули 7 співробітників і поранено 21. Знищено десятки тисяч книг

Російські терористичні війська завдали десяток ударів по місту Харкову. Є влучання у комунальне підприємство та друкарню «Фактор-Друк». Повідомляють про 7 загиблих та 23 поранених. 15 ракетних ударів зранку російські війська завдали по Харкову та області. Били ракетами С-300 або С-400, заявили у Нацполіції Харківщини.
Втрачено 1/3 щорічного друку книжок в Україні через удар росіян по типографії в Харкові, як передав Зеленський

В результаті російської атаки по Дергачах під Харковом постраждали 13 осіб. ЗС РФ запустили 15 ракет по Харкову й Люботину, атакували село Мала Токмачка в Запорізькій області, загинув 74-річний чоловік, ударна хвиля і уламки зруйнували будинок і сусідні будівлі.

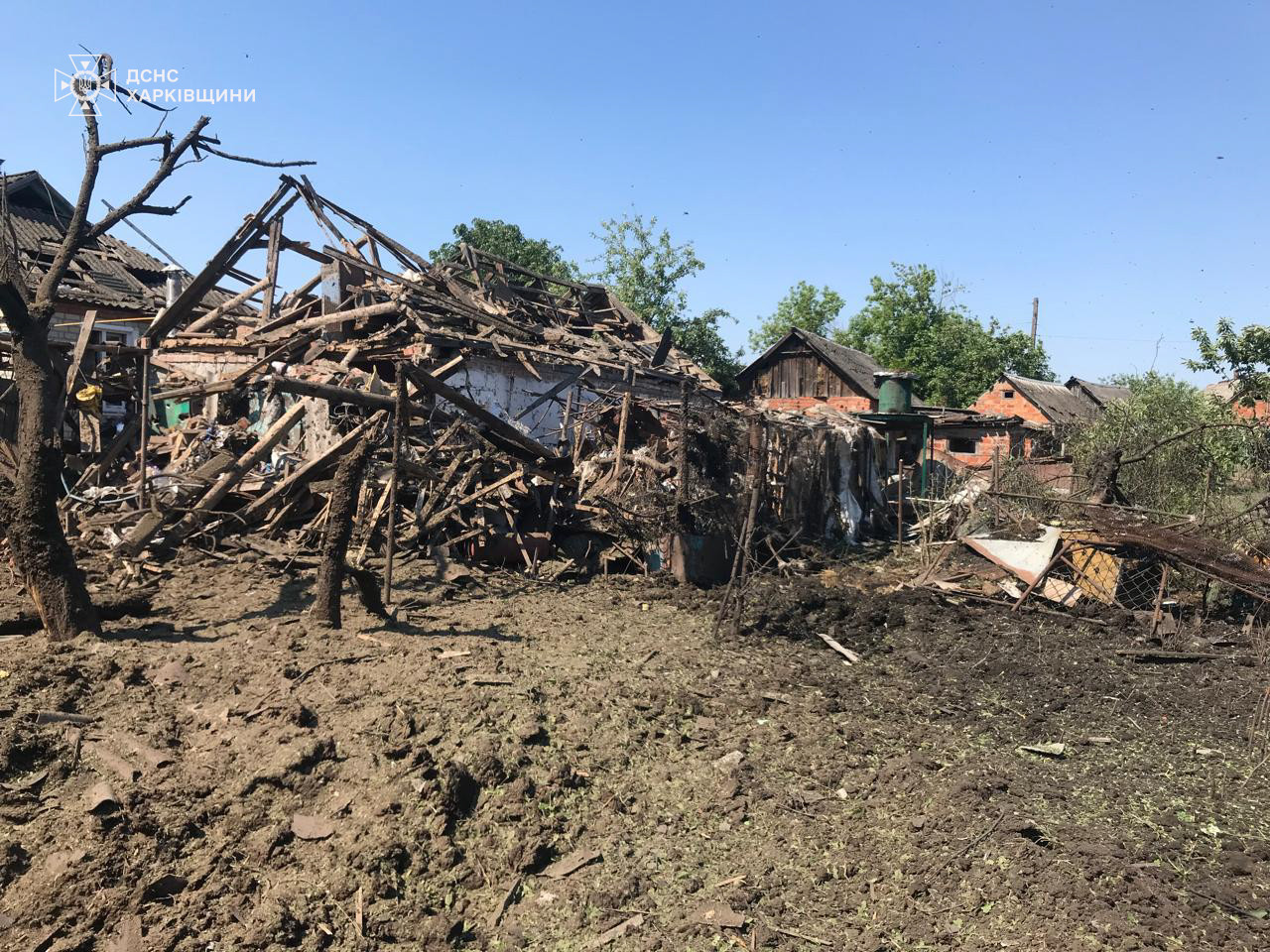
Приватні будинки в Золочеві після російського бомбардування. Щонайменше 25 будинків було пошкоджено, двоє людей отримали поранення. 23 травня 2024

Греція, Кіпр і Мальта виступили проти санкцій ЄС проти «тіньового флота» Росії по перевезенню нафти на нафтопродуктів, стверджуючи, що вони призведуть тільки до того, що судноплавні оператори вдадуться до ще більш непрозорих кроків.
Російська влада Криму повідомила, що в результаті українського ракетного обстрілу в Сімферопольському районі загинули дві людини. Українське партизанське угруповання «Атеш» заявило, що метою атаки був Алуштинський вузол зв'язку, де, за повідомленнями, було завдано «значних пошкоджень обладнанню» і є численні жертви. Телеграм-канал «Кримський вітер» повідомив, що по вузлу зв'язку було випущено близько шести ракет ПЗРК «Атака». Ракети влучили в антену і кілька будівель, де «в цей момент перебували високопоставлені військові». Повідомлялося про подальші обстріли в Семидвір'ї, де була атакована велика військова антена, а також в аеропорту Бельбек і в Євпаторії.
Губернатор В'ячеслав Гладков заявив, що в результаті атаки безпілотника на село Красний Восток у Бєлгородській області загинула жінка. Міністерство оборони Росії повідомило, що за ніч протиповітряна оборона збила 35 українських ракет і три безпілотники над регіоном.
Норвегія оголосила про надання Україні пакету військової допомоги на суму 190 млн доларів, який включав підтримку протиповітряної оборони та військово-морського потенціалу, а також радари, системи протидії безпілотникам і катери. Прес-секретар ВПС Національної гвардії США капітан Ерін Ханніган заявила, що перша група українських пілотів пройшла американську програму підготовки на літаках F-16 на базі ВПС Національної гвардії Морріс в Аризоні і буде проходити подальшу підготовку в Європі.

### 24 травня

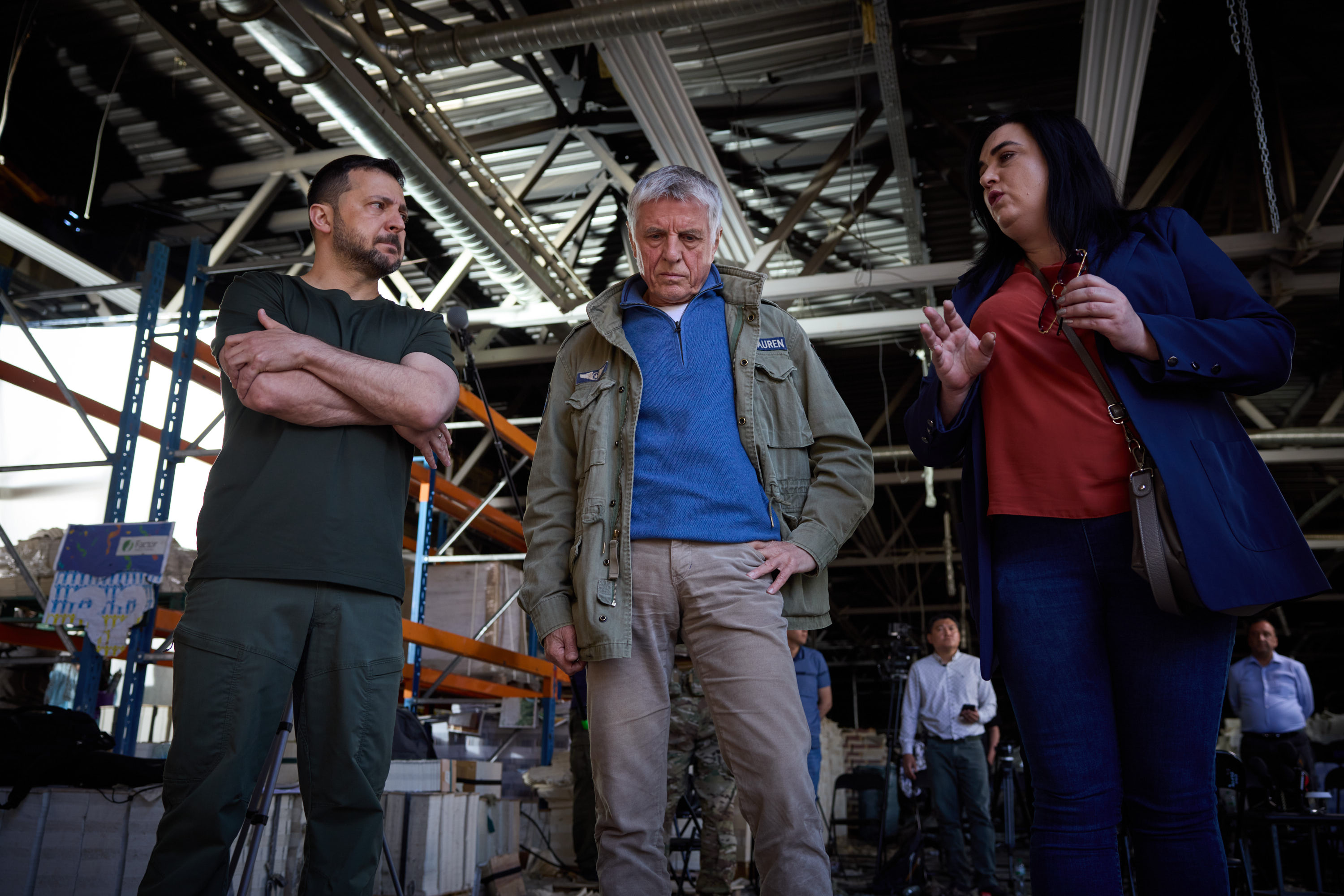
У Харкові Зеленський відвідав зруйновану друкарню «Фактор-Друк» та зустрівся з її керівництвом, 24.05.2024

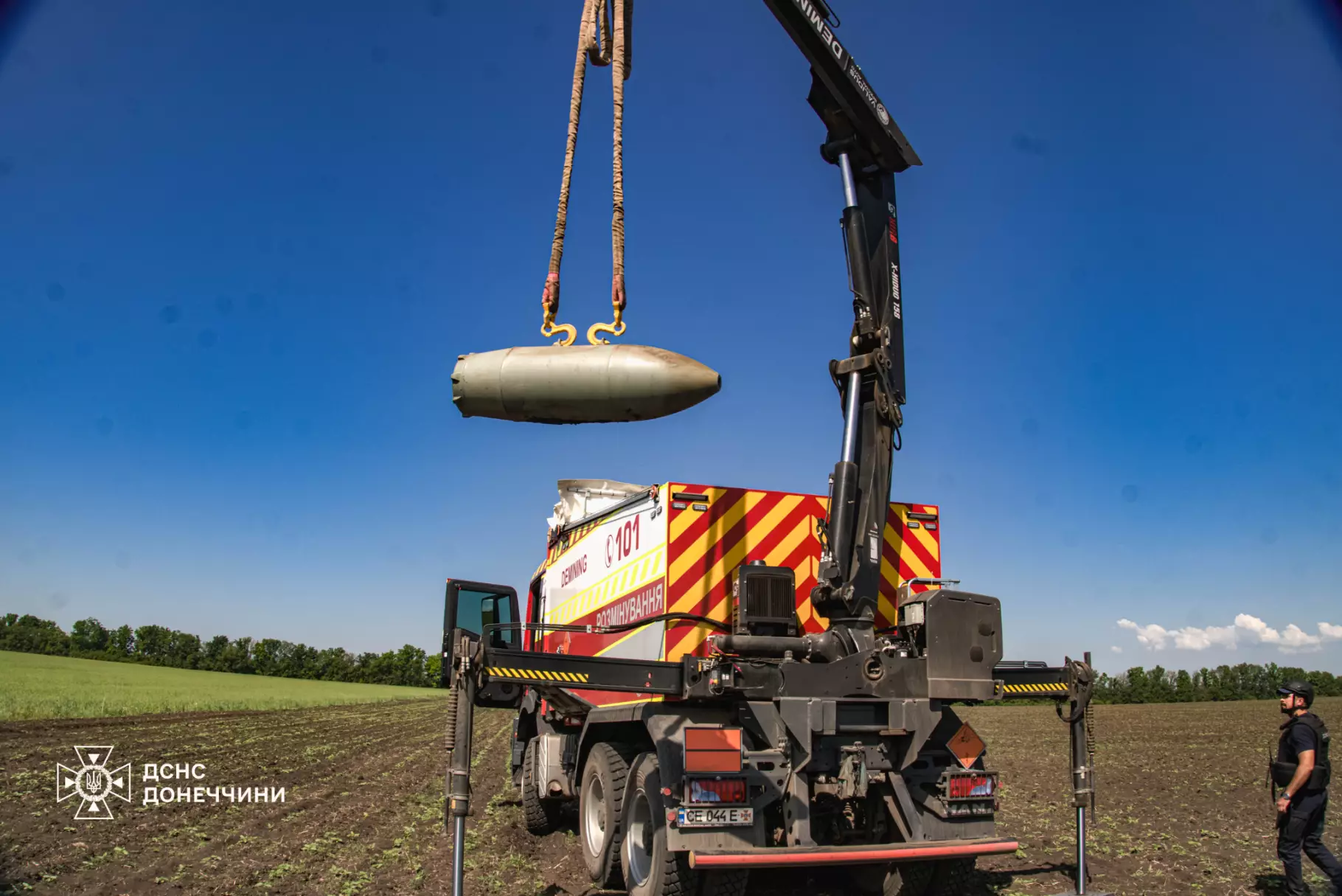
Вивезення авіабомби в Донецькій області

Представник Головного оперативного управління української прикордонної служби полковник Ігор Прохоренко повідомив, що українські війська зупинили росіян на харківському напрямку і провели контратаки, заявивши, що «ситуація знаходиться під контролем». Він також охарактеризував ситуацію на полі бою як «складну», зазначивши, що українські солдати продовжують утримувати лінію фронту на сході та півдні країни. На Харківському напрямку «противник здійснював наступальні дії, спрямовані на створення буферної зони» і просувався на схід Харківської області, плануючи обійти місто Куп'янськ, але їм це поки що не вдалося. Говорячи про російський наступ у Харківській області, президент Володимир Зеленський заявив, що українські сили відновили контроль над прикордонним районом у східній частині області, куди «раніше увійшли російські війська». За даними ISW, російські війська просунулися вперед поблизу Вовчанська, Сватове, Кремінної та Донецька.
Росія завдала удару по цивільній залізничній інфраструктурі в Харківській області. Внаслідок обстрілу пошкоджено колії, будівлі, виведені з ладу вантажні вагони та електропоїзд; про жертви та постраждалих не повідомляється. Міністерство реінтеграції України видало наказ про примусову евакуацію 123 дітей та їхніх сімей або законних опікунів з 36 сіл Харківської області через російські обстріли. У свою чергу, губернатор Олег Синєгубов оголосив, що з Харківської області було евакуйовано 10 980 осіб.
США виділяють Україні новий пакет на $275 мільйонів, — Блінкен. Він включає снаряди для HIMARS, артилерії та протитанкові засоби.
Генеральний секретар НАТО Єнс Столтенберг заявив, що Україна має право захищатися від російської агресії, використовуючи західну зброю, включаючи удари по російській території.
Міністр оборони Борис Пісторіус повідомив, що Німеччина передала Україні «комбіновану вогневу установку IRIS-T SLM та IRIS-T SLS — високосучасну та перевірену систему протиповітряної оборони середньої та малої дальності».
Глава Світового банку Аджей Банга погодився керувати кредитним фондом G7 для України, забезпеченим доходами від заморожених російських активів.

### 25 травня
Президент Зеленський заявив, що російська армія зазнала у вісім разів більше втрат, ніж українська армія під час наступу в Харківській області, розпочатого на початку цього місяця. Ці цифри свідчать про те, що президенту Росії Володимиру Путіну «байдуже на людські життя».

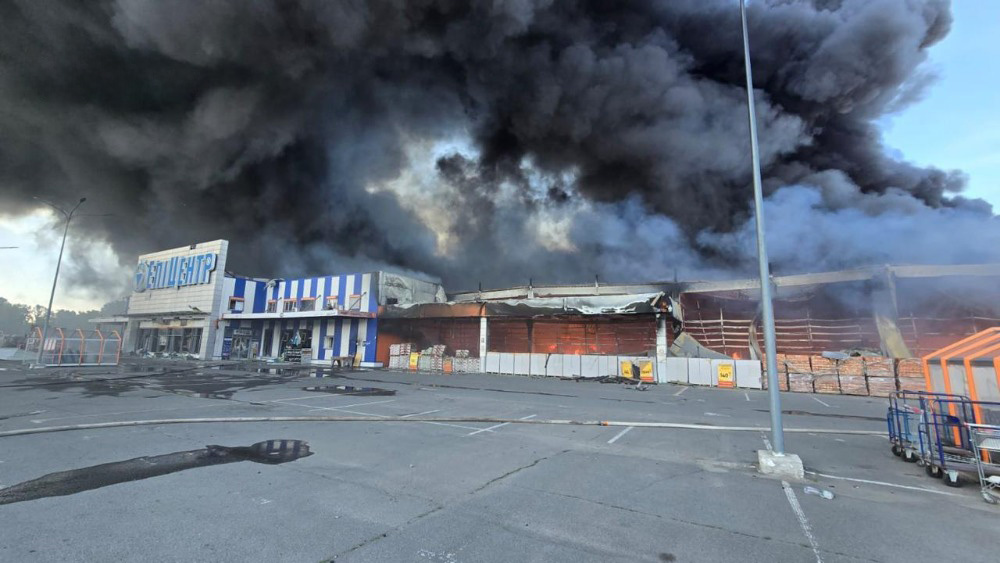
Гіпермаркет у Харкові після влучання російських ракет

ЗС РФ почали наступ на півночі Харківської області обмеженими силами і не перекинули туди більше резервів, що призвело до зниження темпів російських наступальних і наступальних операцій. Міністерство оборони Великої Британії повідомило, що російські війська продовжили атаки на Вовчанськ, селище залишається полем бою, українські сили відбивають більшість російських атак. Село Бугруватка, ймовірно, перебуває під контролем росіян, і в результаті вони намагалися отримати фізичний контроль над сусідньою переправою через річку Донець, таким чином загрожуючи українським силам, які захищали Вовчанськ з флангів і тилу. У Лук'янці ЗС РФ продовжували наступати в напрямку села Липці, але без прогресу. За даними міністерства, «фронт у північній частині Харківської області, ймовірно, стабілізувався, а підконтрольні Росії райони виявилися фрагментованими і не пов'язаними між собою. Наступного тижня російські успіхи на цьому напрямку будуть обмежені, оскільки початковий російський імпульс був зупинений українським опором».
У наслідок прильотів вночі по Слобідському району Харкова ракетами С-300 частково зруйнований ліцей. Пошкоджена прилегла багатоповерхівка, а також кілька авто.
Увечері ЗС РФ завдали по Харкову удару двома керованими авіабомбами УМПБ Д-30СН, був уражений будівельний гіпермаркет «Епіцентр». 43 постраждалих 18 загиблих.
Через кілька годин було завдано ракетного удару по центру Харкова по цивільній інфраструктурі, де була пошта, перукарня та кафе, йдеться про 11 постраждалих.
Російська влада повідомила, що в Бєлгородській області поранення отримали чотири людини. За словами губернатора В'ячеслава Гладкова, чотири людини, в тому числі дитина, загинули в селищах Дубове та Октябрський в результаті українських обстрілів і ракет. Кілька будинків було пошкоджено в результаті обстрілу в селі Шебекіно. Російська ППО знищила 29 безпілотників над областю і один в Курській області. Українські силовики заявили, що збили російський винищувач Су-25 над Донецькою областю за допомогою зенітних установок.
Міністр юстиції України Денис Малюська заявив, що після набуття чинності нової редакції закону про призов на строкову службу майже 350 осіб були звільнені з місць позбавлення волі і вступили до лав української армії.
Українські судові документи свідчать, що Державна слідча служба України розпочала розслідування щодо української 125-ї бригади та підпорядкованих їй підрозділів через недостатню оборонну підготовку та організацію в Харківській області. Росіяни почали відновлення аеродромів в окупованому Криму.

### 26 травня
За добу ліквідовано 1150 окупантів, 9 танків, 15 БМП, зЗагальні бойові втратиЗС РФ з 24.02.22 сягнули 502340 осіб.
В українському Генштабі повідомили про різке зростання активності російських військ у напрямку Куп'янська, де кількість бойових зіткнень з початку доби зросла до 83. ЗС РФ докладали зусиль, щоб прорвати оборону. Російські обстріли тривали у районах Новоєгорівки, Петропавлівки, Берестівки та Греківки. У напрямку Покровська обстріли також «не зменшувалися». Президент Зеленський заявив, що Росія формує нове угруповання солдатів для наступу за 90 км на північний захід від українського кордону. Речник прикордонної служби Андрій Демченко заявив, що Росія розгортає війська в районі кордону з Сумською областю, але наразі не має достатньої кількості військ для проведення більш масштабної операції, але все ще може спробувати вторгнутися на територію Сумської області. РФ вдарила по житловому будинку у Вінницькій області.
ЗС РФ концентрували сили в західній частині Бєлгородської області поблизу українського кордону. ЗС РФ атакували на Харківському, Куп'янському, Сіверському, Краматорському, Покровському, Курахівському, Запорізькому, Артемівському та Херсонському напрямках, де відбулося 120 бойових зіткнень. За добу російські війська здійснили 17 ракетних ударів, 61 авіаудар, понад 1000 польотів безпілотників та 102 обстріли українських позицій і населених пунктів. Українська авіація та артилерія завдали 17 ударів по місцях зосередження та один по командному пункту. За тиждень відбулося понад 860 бойових зіткнень на Харківському, Куп'янському, Лиманському, Сіверському, Краматорському, Покровському, Курахівському, Запорізькому, Временівському та Херсонському напрямках. Загалом росіяни здійснили 36 ракетних ударів, понад 360 авіаударів та 810 обстрілів по українських позиціях та об'єктах цивільної інфраструктури.
Близько 3 години ночі на територію України було здійснено масовану атаку:
- дві аеробалістичні ракети Х-47М2 «Кинджал» із літаків МіГ-31К (пуски з повітряного простору Тамбовської області РФ);
- 12 крилатих ракет Х-101/Х-555 із літаків стратегічної авіації Ту-95 МС (район пусків Саратовська область РФ);
- 31 ударний БПЛА «Shahed-131/136» (пуски — Приморсько-Ахтарськ, Єйськ РФ, мис Чауда, Крим).

Вдалось збити усі 12 крилатих ракет та 31 бпла. У місті Жмеринка, що на Вінниччині зафіксоване влучання у житловий будинок, три людини постраждало. Також були чутні влучання в районі Старокостянтинова в Хмельницькому, наслідки не повідомляють.
Харківська обласна військова адміністрація повідомила, що Росія здійснила атаку на село Богуславка, в результаті якої загинула одна цивільна особа і ще двоє, в тому числі 9-річний хлопчик, отримали поранення. Інший авіаудар призвів до пожежі трьох будинків у сусідньому селі Куп'янськ-Вузловий. Внаслідок російських обстрілів міст Сіверськ, Часів Яр і Красногорівка Донецької області загинули троє людей і двоє отримали поранення.
Губернатор Запорізької області Володимир Марчук повідомив, що термінал міжнародного аеропорту «Запоріжжя» був серйозно пошкоджений в результаті російського ракетного обстрілу з використанням ракети Х-59.

### 27 травня

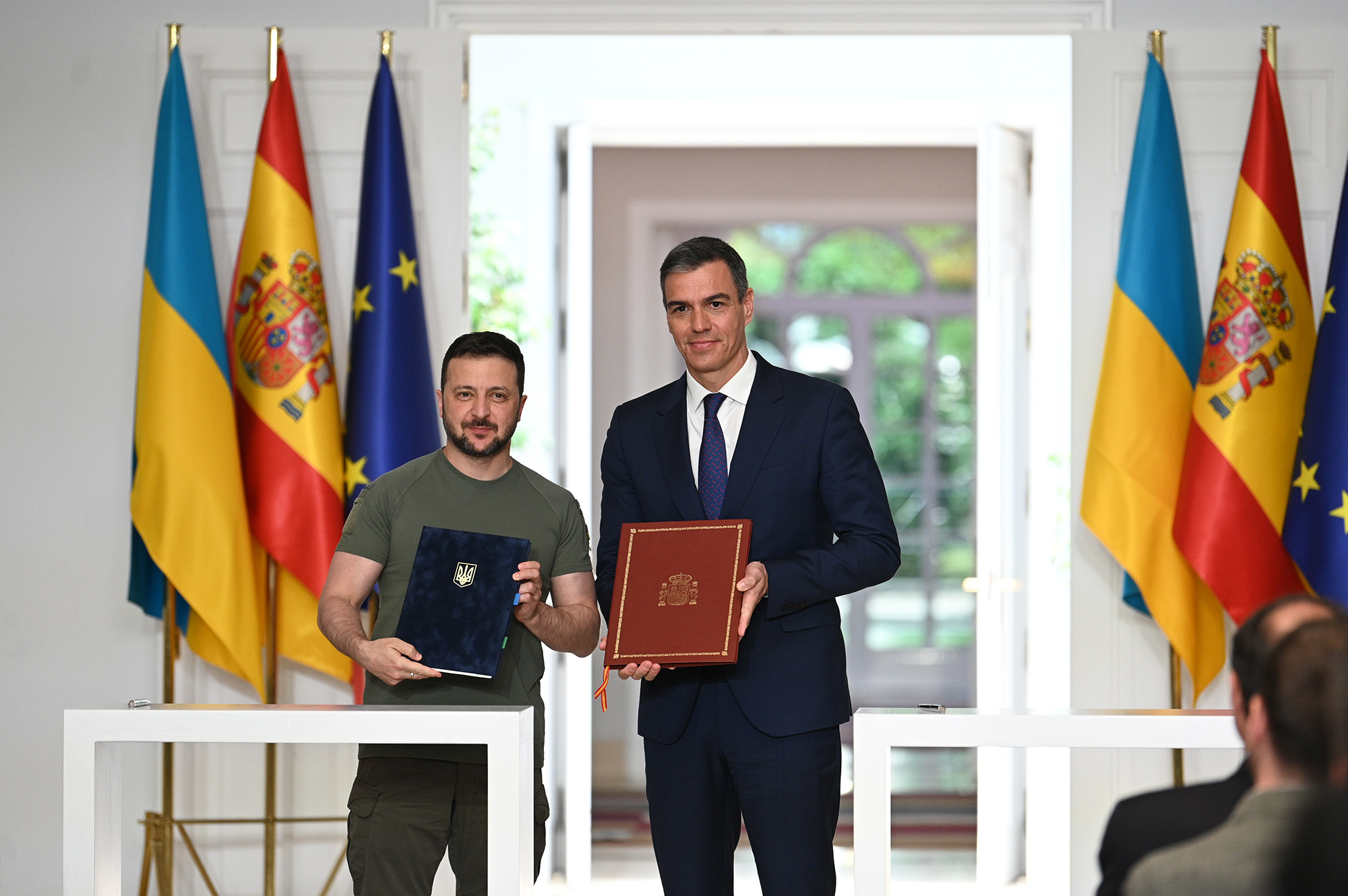
Президент Зеленський та прем'єр-міністр Іспанії Педро Санчес у Мадриді підписали угоду про безпеку

Протягом доби ліквідовано 1460 окупантів. За даними ISW, ЗСУ просунулися в районі Липти, ЗС РФ просунулися в районі Сватового і на північний захід від Авдіївки. Зеленський та іспанський прем'єр-міністр Педро Санчес підписали безпекову угоду. Іспанія передасть Україні «понад дюжину» ракет до Patriot і 19 танків Leopard 2A4 німецького виробництва та іншу зброю іспанського виробництва, таку як протидронове обладнання та боєприпаси у рамках пакету озброєнь вартістю 1,13 мільярда євро, оголошеного минулого місяця.
В результаті російського ракетного обстрілу автомийки в Снігурівці Миколаївської області загинули три людини і шість отримали поранення.
Російські війська вночі та вранці обстріляли Сумську область з артилерії та мінометів, зафіксовано 12 вибухів у Білопільській, Краснопільській та Есманській громадах, повідомили в Сумській ОВА.
Близько 16:20 росіяни вдарили по Харкову удар припав по промзоні Холодногірського району. Внаслідок удару постраждало 11 людей одна людина загинула.
В Луганську ввечері, пролунали вибухи, йдеться про Луганське вище військове авіаційне училище штурманів.
Український безпілотник атакував радіолокаційну станцію «Воронеж-М», яка розташована у місті Орськ Оренбурзької області, — За повідомленнями hromadske з посиланням на свої джерела в спецслужбах України. Ця станція знаходиться на відстані 1800 км від кордону з Україною. Губернатор Андрій Кличков заявив, що в результаті атаки безпілотника на автозаправну станцію в Лівнах Орловської області загинув пожежник і ще троє отримали поранення. Російська протиповітряна оборона перехопила 12 безпілотників, у тому числі шість в Орловській області. Губернатор Андрій Воробйов повідомив, що ввечері над Балашихою в Московській області був збитий безпілотник. Парламентська асамблея НАТО ухвалила декларацію, в якій закликала держави-члени підтримати «міжнародне право» України на самооборону, знявши «певні обмеження» на використання нею західної зброї для нападу на російську територію. Декларація також закликала держави-члени прискорити надання Україні критично важливої зброї. Декларацію підтримали понад 200 представників країн-членів НАТО.
Франції направить в Україну інструкторів для підготовки українських військовослужбовців. Документи, які дозволять першим французьким інструкторам невдовзі відвідати українські навчальні центри вже підписані.
Естонія, Латвія, Литва та Польща можуть ввести свої війська в Україну, якщо Росія досягне серйозних успіхів на фронті, пише німецька Spiegel із посиланням на свої джерела.
Міністр юстиції України Денис Малюська заявив, що злочинці, звільнені за новим законом про мобілізацію, служитимуть в окремих підрозділах української армії і не будуть входити до складу інших військовослужбовців. Станом на 27 травня було звільнено щонайменше 613 ув'язнених, які в цей час проходили підготовку, що займе «щонайменше кілька місяців».

### 28 травня
За даними ISW, постійна підтримка Іраном російської оборонної промисловості та надання летальної допомоги Росії збільшує технологічний потенціал та військовий потенціал Росії в Україні. Українські війська здійснили підтверджені просування поблизу Липці, а російські війська здійснили підтверджені просування поблизу Авдіївки та на кордоні Донецької та Запорізької областей.
За даними OSW, минулого тижня українські сили стабілізували фронт у Харківській області. Бої за пагорби, що домінують над селом Липці та в околицях Вовчанська, продовжувалися, але вже без російського просування. На іншому напрямку просування російських військ було зупинено на лінії річок Донець і Вовчанськ. На донбаському фронті суттєвих подій не відбулося. Росіяни здійснили масований артилерійський обстріл та бомбардування з повітря в Часів Ярі з метою знищення житлових та промислових будівель, які є основою оборони українців. Більшість атак, проведених на околицях міста на східному березі каналу Донецьк-Донбас, були відбиті з великими російськими втратами. Просування росіян у цьому районі було мінімальним. Українцям також вдалося стабілізувати лінію фронту в районі Нещеретіна. З іншого боку, росіяни досягли невеликих успіхів біля сіл Уманське та Нетайлове.
Вночі росіяни атакували трьома ударними БпЛА типу «Shahed-131/136» із району Приморсько-Ахтарськ. Всі ворожі дрони було збито підрозділами Повітряних Сил у Запорізькій, Дніпропетровській та Черкаській областях.

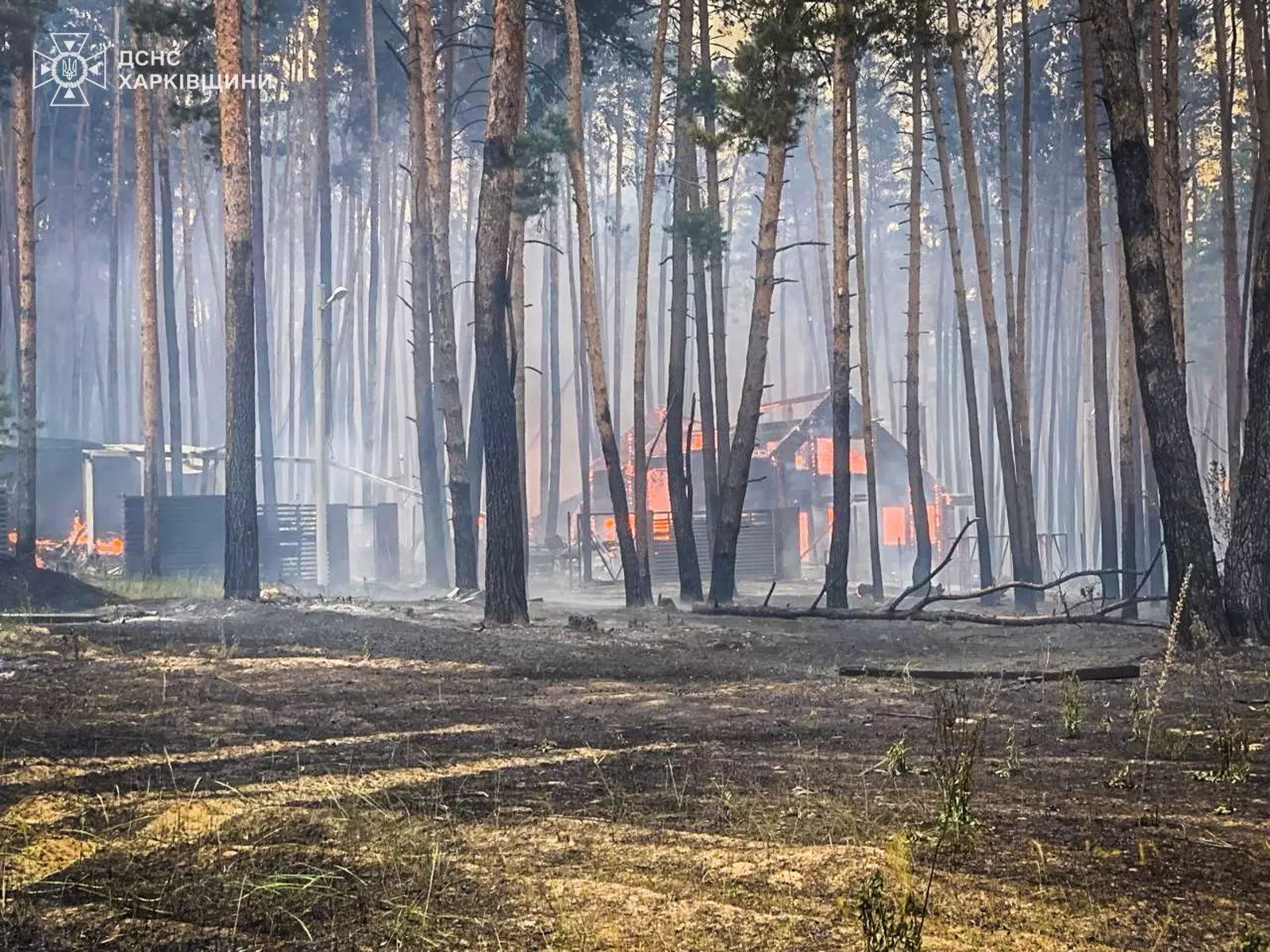
Лісова пожежа близ Вовчанська після російського обстрілу площею 15 га. Зруйновано десятки житлових і господарських будівель

Зеленський та прем'єр-міністр Бельгії Александр Де Кроо підписали угоду про співробітництво у сфері безпеки та довгострокову підтримку. Так, Бельгія обіцяла виділити на військову допомогу Україні щонайменше 977 млн євро 2024 року. У документі також закріплена готовність підтримувати нашу країну протягом десятирічного терміну дії угоди. Своєю чергою, міністр закордонних справ Аджа Лябіб заявив, що Бельгія надасть Україні 30 літаків F-16 до 2028 року, а перша партія винищувачів прибуде пізніше у 2024 році.
Президент України Зеленський і прем'єр-міністр Португалії Луїш Монтенегру у Лісабоні підписали угоду про співробітництво у сфері безпеки. Португалія надасть Україні щонайменше 126 млн євро військової підтримки у поточному році.

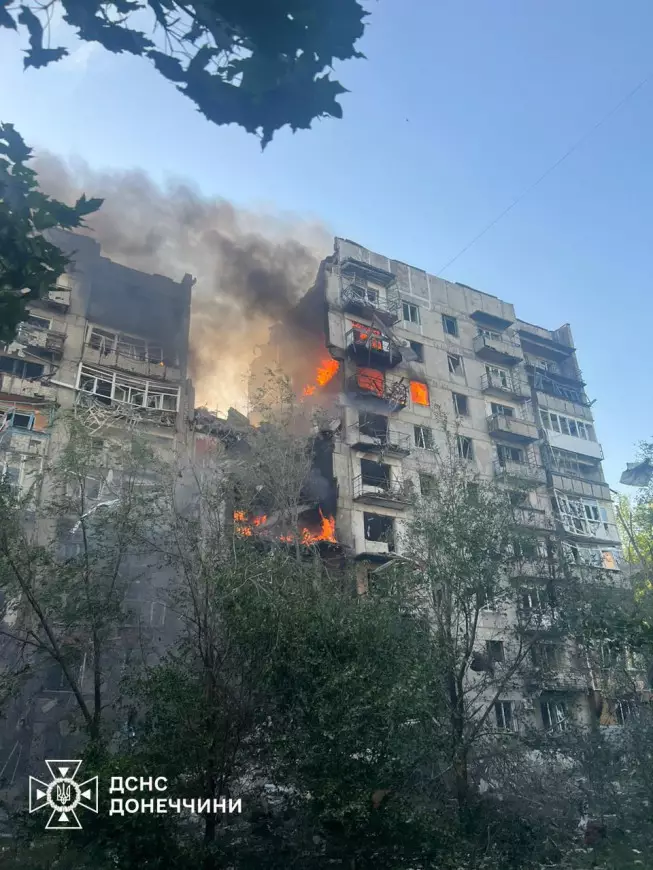
Будинок у Торецьку після обстрілу

Ввечері росіяни обстріляли Торецьк Донецької області, загинуло двоє і поранено троє людей. ЗС РФ скинули авіабомбу ФАБ-1500 на Олексієво-Дружківку в Донецькій області, поранено щонайменше трьох цивільних осіб, у тому числі дитину.
Латвія планує у 2024 році інвестувати у коаліцію безпілотників 20 млн євро на підтримку України.
Rheinmetall оголосив про виробництво сотень тисяч 35-мм боєприпасів AHEAD для ППО Skynex. Вони підуть скоріше за все для оборони України.
За період збройної агресії суди Росії порушили понад 1,1 тис. кримінальних справ проти українських військових. За участю військових прокурорів судами розглянуто понад сто кримінальних справ щодо 171 бійця ЗСУ. За всіма ухвалені обвинувальні вироки.
Президент Франції Емманюель Макрон заявив, що Україні варто дозволити наносити удари по військових об'єктах на території Росії. Про це він сказав на спільній пресконференції з канцлером Німеччини Олафом Шольцом.
Прем'єр-міністр Чехії Петр Фіала заявив, що Чехія підтримує надання Україні можливості використовувати західну зброю для атак на цілі в Росії і додав, що артилерійські снаряди, придбані для України в рамках чеської ініціативи, будуть доставлені в Україну «протягом найближчих кількох днів».
ГУР повідомили, що Росія активізувала вербування найманців у низці африканських країн, зокрема в Руанді, Бурунді, Конго та Уганді, обіцяючи найманцям та їхнім сім'ям зарплату в розмірі 2000 доларів, щомісячне грошове утримання в розмірі 2200 доларів, медичне страхування та російські паспорти.
Німецька газета Bild повідомила, що ЗСУ щонайменше один раз використовували німецьку систему ППО Patriot для атак над територією Росії, що викликало невдоволення в Німеччині та США і погрози припинити постачання зенітних ракет.

### 29 травня
ЗС РФ просунулися на північ і північний схід від Харкова і в районі Кремінної, Часового Яру та Авдіївки. Вночі ЗС РФ атакували Україну 14-ма БпЛА, 13 з них знищили у межах Миколаївської, Кіровоградської та Рівненської областей. Уламками в Кропивницькому районі пошкоджені дроти електропередач. Окупанти обстріляли селище Руська Лозова на Харківщині, унаслідок чого поранено чоловіка.
ЗС РФ атакували Нікополь у Дніпропетровській області, двоє людей загинули, двоє отримали поранення, обстріл пошкодив бібліотеку, магазин і лінію електропередач. В Херсонській області за день було обстріляно 16 населених пунктів. Шість мирних жителів зазнали поранень. Внаслідок російського удару по Краснопіллю Сумської області двоє людей загинуло, трьох було поранено.
Швеція надає Україні найбільший свій пакет військової допомоги на суму $1,3 млрд: літаки радіолокаційної розвідки та управління ASC 890, всі свої БТР Pansarbandvagn 302, артилерійські боєприпаси 155-мм та ракети AIM-120 AMRAAM.
Фінляндія не обмежувала Україну в ударах по Росії отриманою зброєю. Заступник міністра оборони Польщі Цезарій Томчик заявив, що Україна має право захищатися так, як вважає за потрібне. Польща не обмежує Україну у використанні польської зброї для нападу на російську територію. Він вважає, що західні країни повинні зняти обмеження на використання наданої Україні зброї.
Міністерка МЗС Канади Мелані Жолі заявила, що Канада не встановлювала для України умов щодо використання переданої зброї.
Україна відкрила третій табір для утримання російських військовополонених. За даними проекту «Хочу жити», російські військові в полоні утримуються не в колоніях, а в таборах і спецдільницях при СІЗО.

### 30 травня

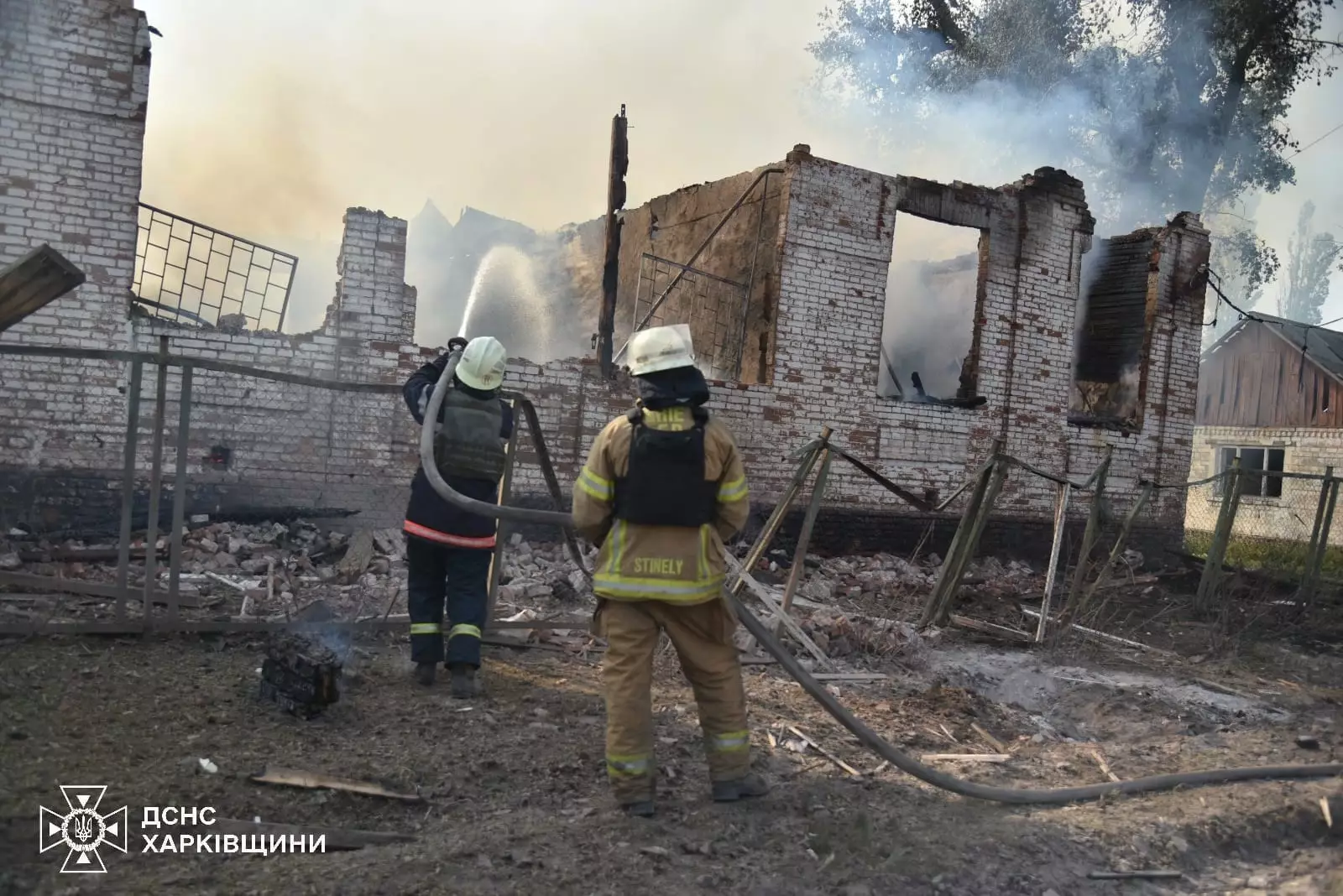
Ліцей у Богуславці (Харківська область) після обстрілу 30 травня

ЗС РФ перекидали додаткові підрозділи на Харківський напрямок, особливо у районах Стрілеча — Липці та біля міста Вовчанськ. Генерал Сирський зазначає, що російських сил все ще недостатньо для прориву української оборони. Він заявив, що російські операції ускладнюються розгортанням українських сил на «гарячих» ділянках фронту, в той час як накопичення запасів боєприпасів і деградація російських військ також обмежують наступальні можливості Росії, в результаті чого «противник перейшов до тактики нанесення ударів по наших позиціях артилерійським вогнем і повітряними бомбардуваннями»
ЗС РФ перекидали сили на північ Харківської області з інших ділянок фронту, ЗСУ просунулися під Вовчанськом, ЗС РФ просунулися в районі Часового Яру, Авдіївки, Донецька і в східній частині Херсонської області. За оцінками Міністерства оборони Великої Британії, загальна кількість російських жертв війни в Україні, ймовірно, сягнула 500 000 осіб. Кількість російських жертв залишалася високою протягом 2024 року, а середньодобова кількість жертв у травні становила понад 1200 осіб. За оцінками, більша кількість жертв, ймовірно, була наслідком російського наступу на виснаження вздовж лінії фронту. Більшість російських військ, ймовірно, пройшли лише обмежену підготовку і не були здатні здійснювати складні атаки, в результаті чого Росія розпочала хвилі невеликих, але дорогих атак, щоб послабити українську оборону. За даними міністерства, «Росія продовжувала набирати додаткові сили, щоб підтримувати цей підхід. Однак необхідність постійного поповнення особового складу на лінії фронту майже напевно обмежить здатність Росії створювати війська з більш високими можливостями».

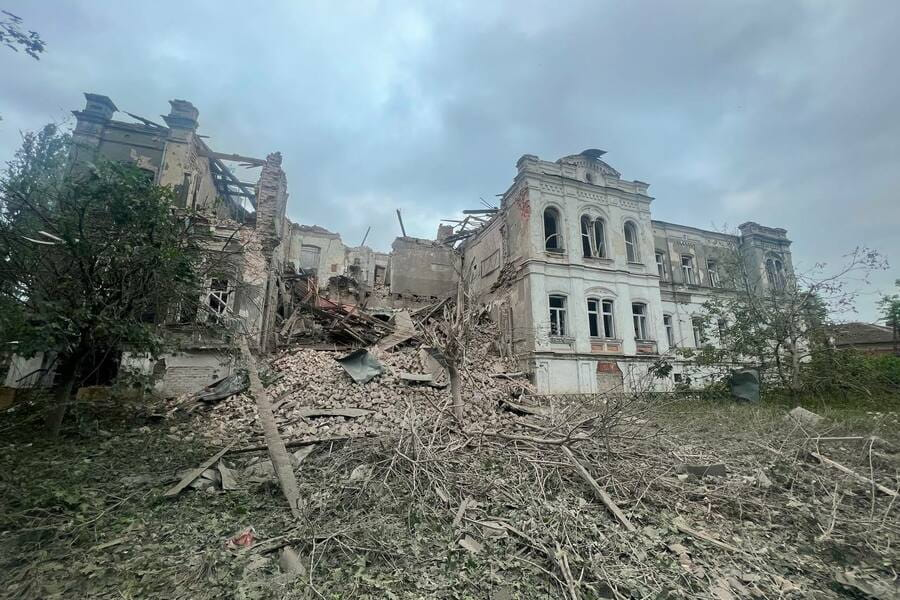
Хімічний корпус Харківської державної зооветеринарної академії після удару

Вночі росіяни для атаки застосовував 8 керованих та 11 крилатих ракет, а також 32 ударні дрони типу «Shahed-131/136». Сили оборони збили 7 крилатих ракет та усі 32 бпла. Унаслідок влучання була знеструмлена Хмельницька область. Російським обстрілом знищені хімічний корпус та кінний манеж Харківської державної зооветеринарної академії.
Вночі дрони СБУ атакували в Криму комплекс дальнього радіолокаційного виявлення «Небо-СВУ», який допомагав окупантам захищати свої об'єкти на півострові. Вартість РЛС «Небо-СВУ» майже 100 млн доларів. У Маріуполі вчергове смертельно отруїлися окупанти зокрема офіцери ЗС РФ.
Одна людина загинула в результаті нападу росіян на селище Велетенське в Херсонській області.
ГУР підтвердило знищення двох російських катер типу КС-701 «Тунець» за допомогою ударних морських дронів Magura V5. Два пороми були «значно пошкоджені», оприлюднивши фотографії, на яких видно сліди пошкоджень. Залізничний пором «Авангард» був підбитий у невеликому порту «Крим» на околиці тимчасово окупованого міста Керч.
Міністр МЗС Данії Ларс Люкке Расмуссен повідомив, що Україна зможе використовувати данські винищувачі F-16 для ударів по військових цілях в Росії. Міністр МЗС Норвегії Еспен Барт Ейде заявив, що Україна за міжнародним правом у межах захисту своєї території має право «атакувати росію всередині росії».
Президент Естонії Алар Каріс підписав закон, що дозволяє використовувати заморожені російські активи для допомоги Україні.
Офіс Генерального прокурора України розслідує привласнення Росією понад 1700 тонн української агропродукції.

### 31 травня
ЗС РФ просунулися вперед поблизу Вовчанська, Авдіївки та Донецька.
Вночі росіяни атакували Україну ракетами та БпЛА типу «Shahed-131/136», зокрема столицю та Харків. Харків було атаковано п'ятьма зенітними керованими ракетами С-300/С-400 із Белгородської області; Київ — крилатою ракетою «Іскандер-К» із Курської області, а також здійснив пуски чотирьох ударних БПЛА. В результаті бойової роботи зенітними ракетними підрозділами та розрахунками мобільних вогневих груп знищено чотири «шахеди» у межах Київської, Запорізької, Дніпропетровської областей, а також крилату ракету «Іскандер-К» на Київщині.

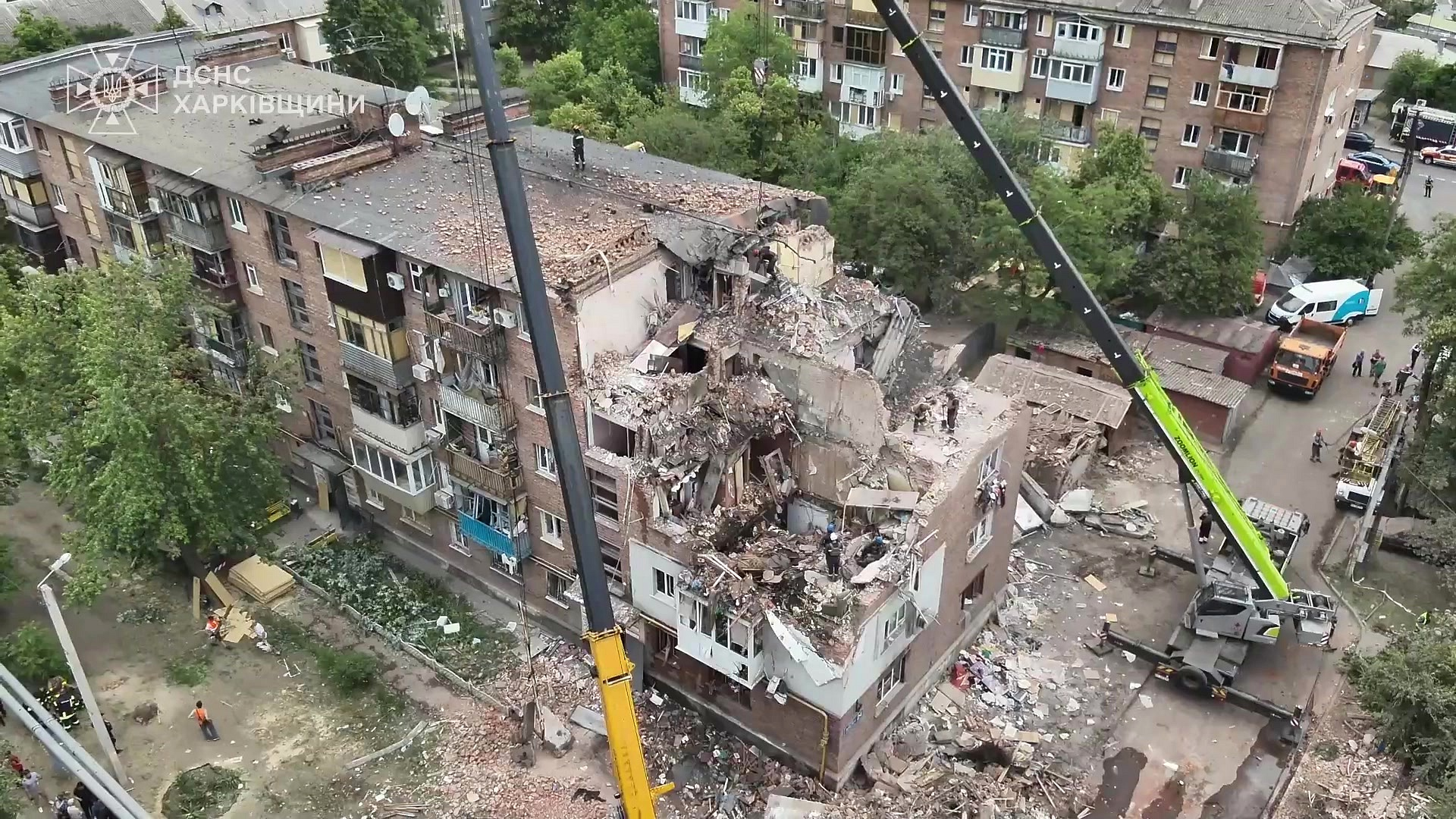
Руйнування в Харкові після обстрілу Росією. Дев'ять людей загинули і близько 25 отримали поранення

Внаслідок ракетного удару вночі по Новобаварському району Харкова 9 загиблих, 25 постраждалих, серед них двоє дітей.
Уламками БпЛА було знищено трансформаторну підстанцію в Голосіївському районі Києва. Голова ОВА Вадим Філашкін заявив, що російські війська чотири рази атакували село Дробишеве в Донецькій області, в результаті чого одна людина загинула і троє отримали поранення. В результаті обстрілу чотири будинки і чотири автомобілі були «повністю зруйновані», а ще п'ять будинків, адміністративна будівля та інші об'єкти були пошкоджені.
Росіяни скинули дві авіабомби УМПБ Д-30 СМ на дитячий садок у Мирнограді Донецької області. Поранення отримали п'ятеро людей.
Зеленський підписав Угода про співробітництво у сфері безпеки між Україною та Швецією. Угода базується на спільній військовій та цивільній підтримці Швеції Україні у розмірі щонайменше 105 мільярдів шведських крон на період 2022—2026 років. «Україна бореться не лише за власну свободу, а й за нашу свободу» — сказав прем'єр-міністр Ульф Крістерссон у зв'язку з підписанням.
У Стокгольмі Президент Зеленський та Прем'єр-міністр Ісландії Б'ярні Бенедіктссон підписали Угоду про співробітництво у сфері безпеки та довгострокову підтримку. Ісландія зобов'язалася надавати всебічну та довгострокову економічну, гуманітарну й оборонну підтримку Україні, а також сприяти її майбутньому членству в ЄС і НАТО. Протягом 2024—2028 років Ісландія щороку виділятиме щонайменше 4 млрд ісландських крон (майже 30 млн дол.). Підтримка України триватиме впродовж усього терміну дії угоди. Ісландія також готова фінансувати, закуповувати та постачати оборонні матеріали й спорядження. Крім того, співпрацювати з Україною для розвитку її оборонної промисловості.
Україна уклала безпекову угоду з Норвегією з прем'єр-міністром Норвегії Йонас Гар Стере підписали Угоду про співробітництво у сфері безпеки та довгострокову підтримку. Цього року Норвегія надасть Україні щонайменше 13,5 млрд норвезьких крон (близько 1,2 млрд євро) військової допомоги. Загалом у довгострокову Програму Нансена з підтримки України Норвегія заклала майже 6,4 млрд євро на 2023—2027 роки. Норвезька підтримка України триватиме впродовж усього терміну дії угоди.
США дозволять Києву використовувати для ударів по території РФ РСЗВ HIMARS, ракетні системи GMLRS та артилерію. Втім, рішення Байдена також не означає, що США схвалюють атаки безпілотників, які Україна здійснює проти російських нафтових об'єктів.
Німеччина дозволила ЗСУ завдавати удари по російській території радіусом 40 км. Німеччина передасть Україні ще одну систему ППО «Patriot» та надасть додаткові €500 млн. Про це написало МЗС Німеччини.
Україна здійснила черговий обмін полоненими, 75 українських воїнів повернулися додому, також Україна повернула тіла 212 полеглих військовослужбовців, які віддали свої життя за свою країну на Донецькому, Запорізькому, Луганському та Харківському напрямках.
ЗСУ уразили нафтові термінали у Краснодарському краї РФ, також з ладу було виведено поромну переправу порту «Кавказ». Для ураження цілей було застосовано береговий комплекс «Нептун» та ударні дрони. Про це заявили у Генеральному штабі Збройних сил України.
Була спроба атаки 2-ма БпЛА «Лютий» підприємства «Казаньоргсинтез» в Татарстані. Російська влада повідомила, що в результаті нападу на нафтобазу постраждали дві людини.
Перебуваючи на зустрічі міністрів закордонних справ НАТО в Празі, міністр закордонних справ Радослав Сікорський заявив, що було запропоновано створити українські війська з українців, мобілізованих у Польщі, що було б безпечніше і ефективніше, ніж відправляти інструкторів в Україну.
Про події наступного місяця — див. у статті Хронологія російського вторгнення в Україну (червень 2024).